# Chevrolet
Chevrolet (umgangssprachlich auch: Chevy) ist eine US-amerikanische Automobilmarke, die zum General-Motors-Konzern (GM) gehört. Vom Gründungsjahr 1911 bis 1918 war Chevrolet ein eigenständiger Automobilhersteller.

## Geschichte

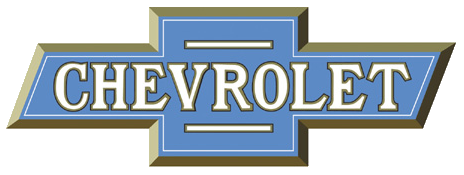
Erstes Logo von 1913

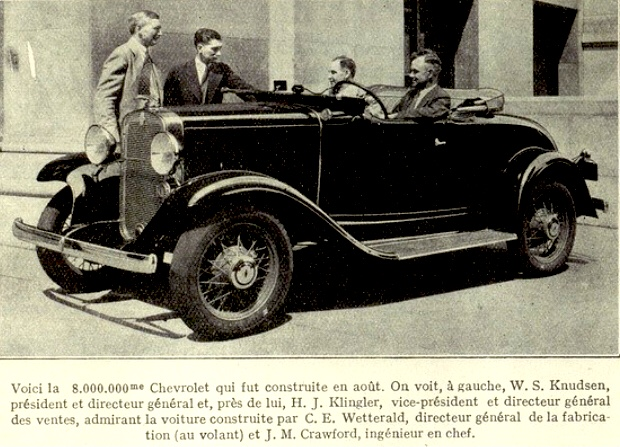
Chevrolet Nr. 8.000.000, August 1931

### Ursprünge
Hinter der Gründung von Chevrolet stand der US-Automobilunternehmer William C. Durant, der im Vorjahr die Kontrolle über den von ihm 1908 gegründeten Automobilkonzern General Motors Corporation aufgrund finanzieller Unregelmäßigkeiten verloren hatte. Durant schloss sich mit dem Schweizer Rennfahrer, Automobilingenieur und Namensgeber Louis Chevrolet, dessen Bruder Arthur Chevrolet sowie William H. Little (Inhaber der Little Motor Car Company), dem ehemaligen Buick-Besitzer James H. Whiting und seinem Schwiegersohn Edwin R. Campbell zusammen und gründete am 3. November 1911 in Detroit das Unternehmen Chevrolet Motor Company, mit dem hintergründigen Ziel, die Kontrolle über General Motors zurückzuerlangen. Zu diesem Zweck wurde das erste Fahrzeug des Unternehmens, Der Chevrolet, konzipiert, um mit dem Ford Modell T im untersten Marktsegment zu konkurrieren – ein Vorhaben, das nach damaligem Dafürhalten als wirtschaftlicher Suizid angesehen wurde. Der erste Fabrikstandort befand sich in Flint, Michigan.
1912 wurde der Classic Six eingeführt, ein Auto für fünf Personen, das 105 km/h erreichte. Die eigentliche Konstruktionsarbeit für den ersten Chevrolet wurde von Etienne Planche auf Anweisung von Louis Chevrolet erstellt. Der erste C-Prototyp war bereits Monate vor der eigentlichen Übernahme durch Chevrolet fertig. Die erste tatsächliche Produktion erfolgte jedoch erst mit dem Modell 1913. Es gab also im Wesentlichen keine Produktionsmodelle von 1911 oder 1912, sondern nur ein Vorserienmodell, das im Laufe des frühen Jahres 1912 fein abgestimmt wurde. Im Herbst desselben Jahres wurde dann das neue Modell 1913 auf der New Yorker Auto Show vorgestellt.
Louis Chevrolet verkaufte seine Anteile an Durant und verließ das Unternehmen 1914. Bis 1916 war Chevrolet durch den erfolgreichen Verkauf der billigeren Serie 490 (der Preis betrug 490 USD) profitabel genug, um Durant den Rückkauf einer Mehrheitsbeteiligung an General Motors zu ermöglichen. Bis 1917 wurden bereits 100.000 Fahrzeuge verkauft.

### Übernahme durch General Motors
1917 erlangte William C. Durant mit den Profiten von Chevrolet die Kontrolle über General Motors zurück, woraufhin General Motors das Unternehmen Chevrolet am 2. Mai 1918 aufkaufte und eingliederte. Durch den Erfolg und die Steigerung des Absatzes wurden in den folgenden Jahren weitere Produktionsstandorte in Tarrytown (New York), Norwood (Ohio), St. Louis, Oakland, Fort Worth (Texas) und Oshawa/Provinz Ontario in Kanada gegründet.
In den 1920er-Jahren wurde Chevrolet zum wichtigsten Konkurrenten des damaligen Marktführers Ford. 1927 erreichte Chevrolet selbst den Spitzenplatz; auch deshalb, weil Ford viel zu lange am veralteten Modell T festgehalten hatte. Im Wesentlichen hielt Chevrolet diese Position im Pkw-Segment bis zum Ende des 20. Jahrhunderts.

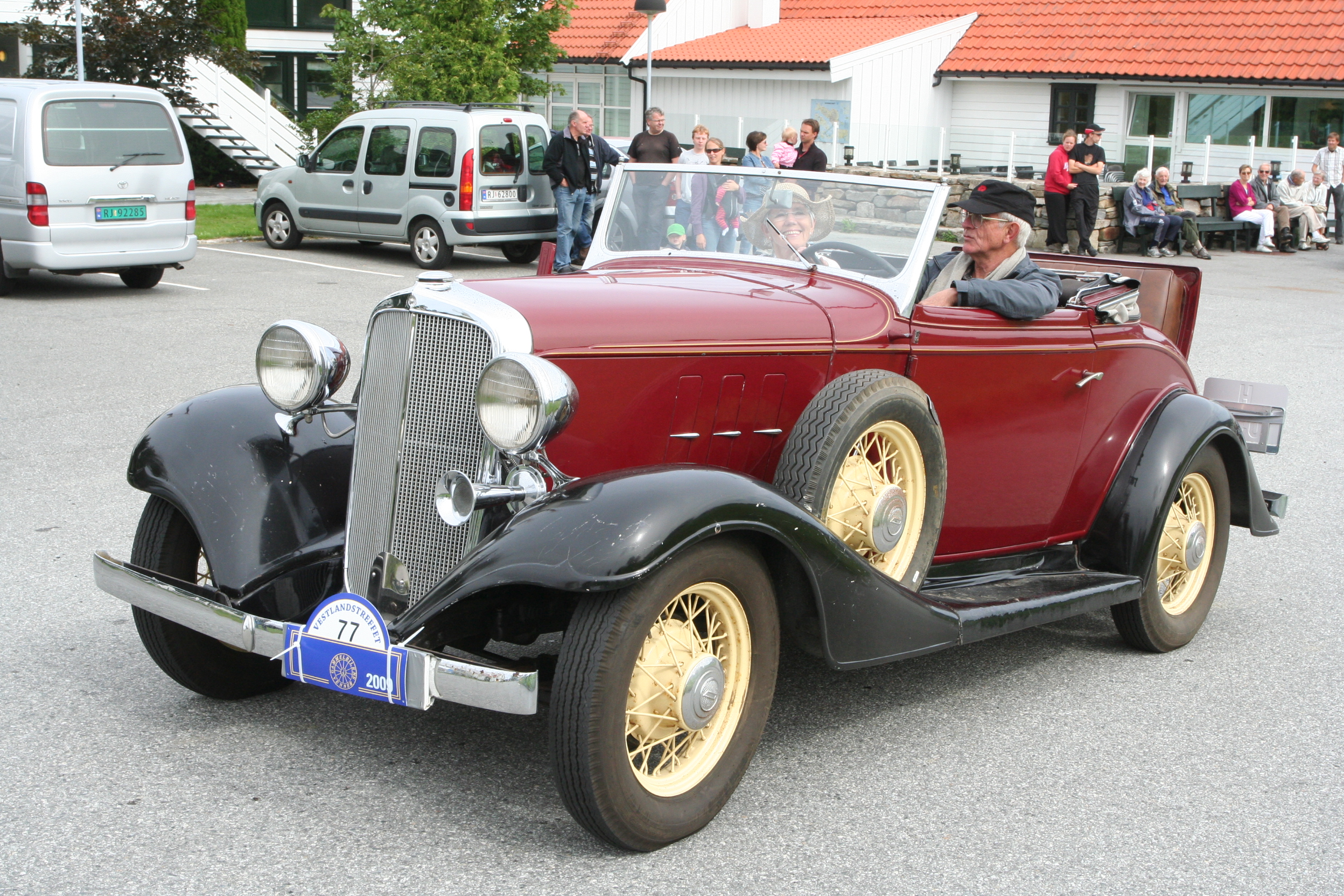
Chevrolet Master de Luxe Convertible, 1933
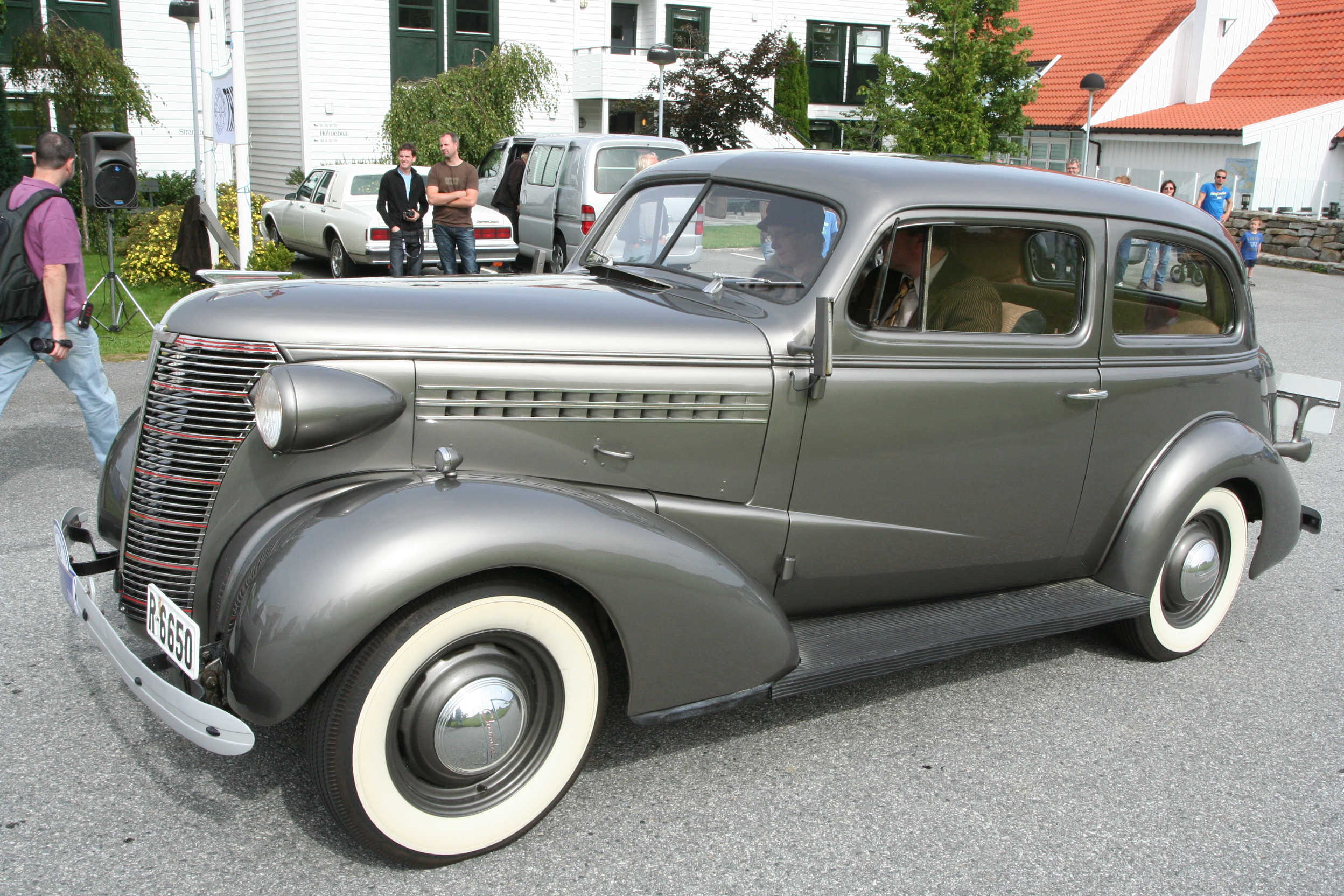
Chevrolet 2-Door Sedan, 1938
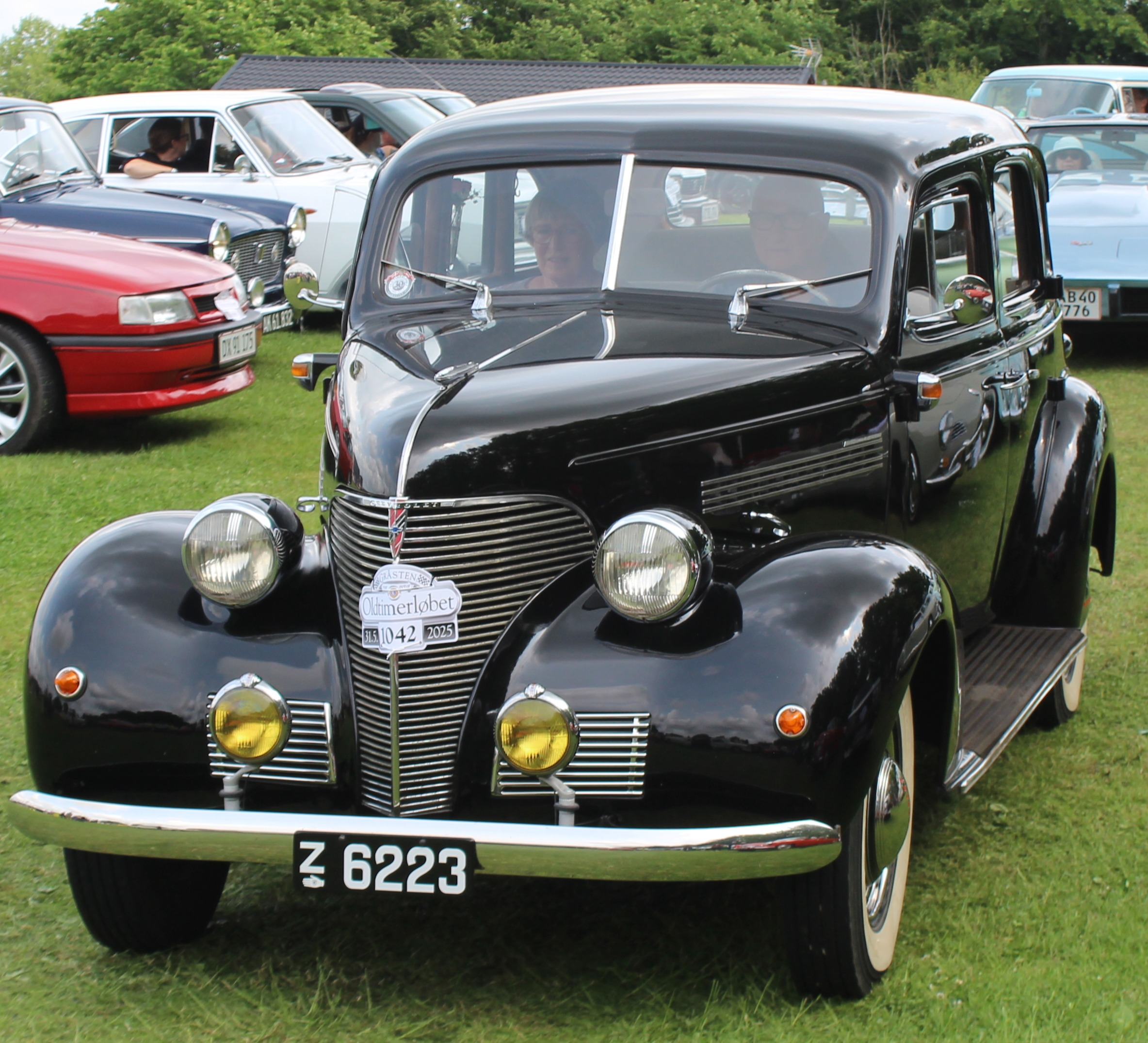
Chevrolet, 1939
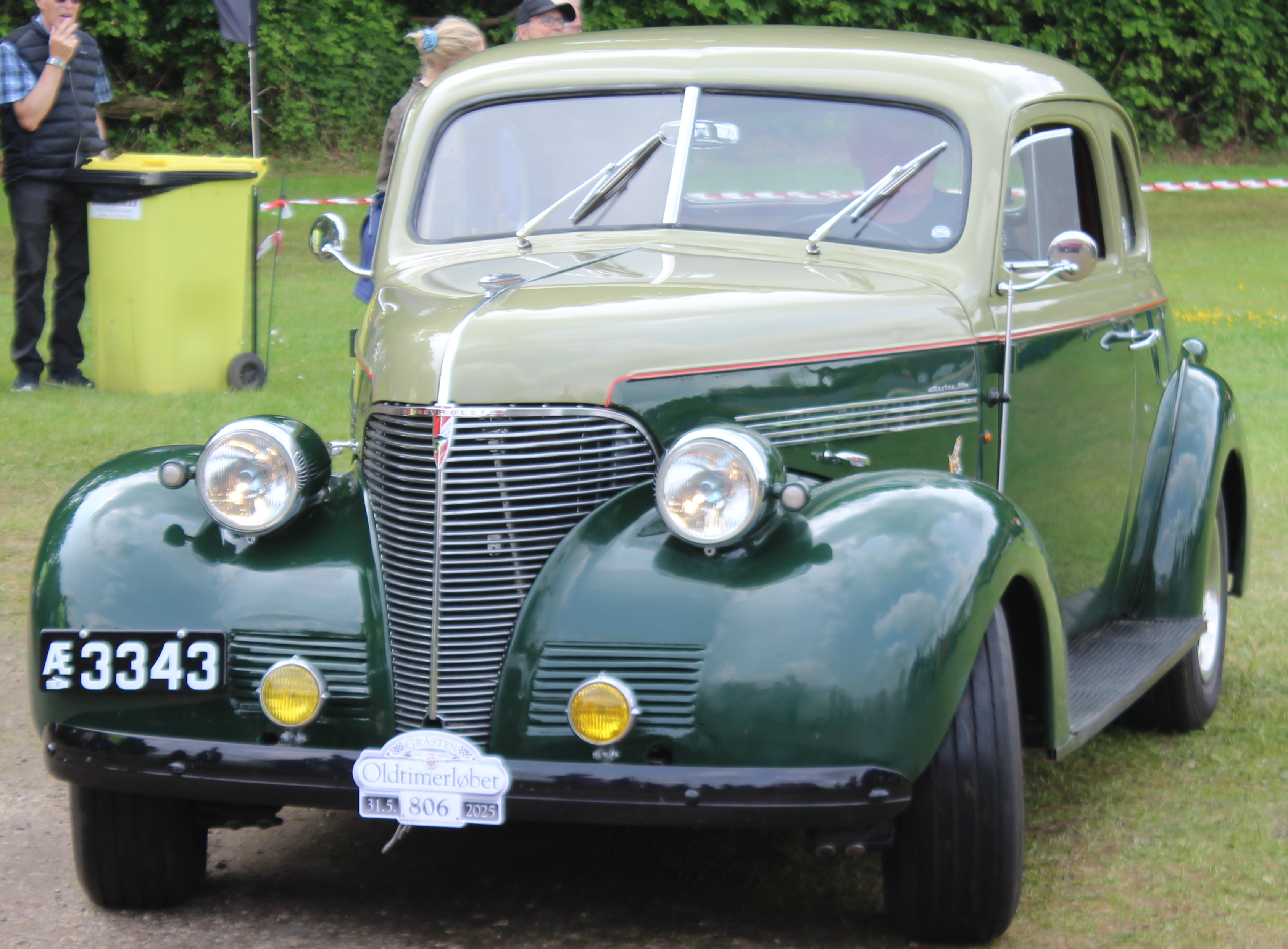
Chevrolet Business Coupé, 1939
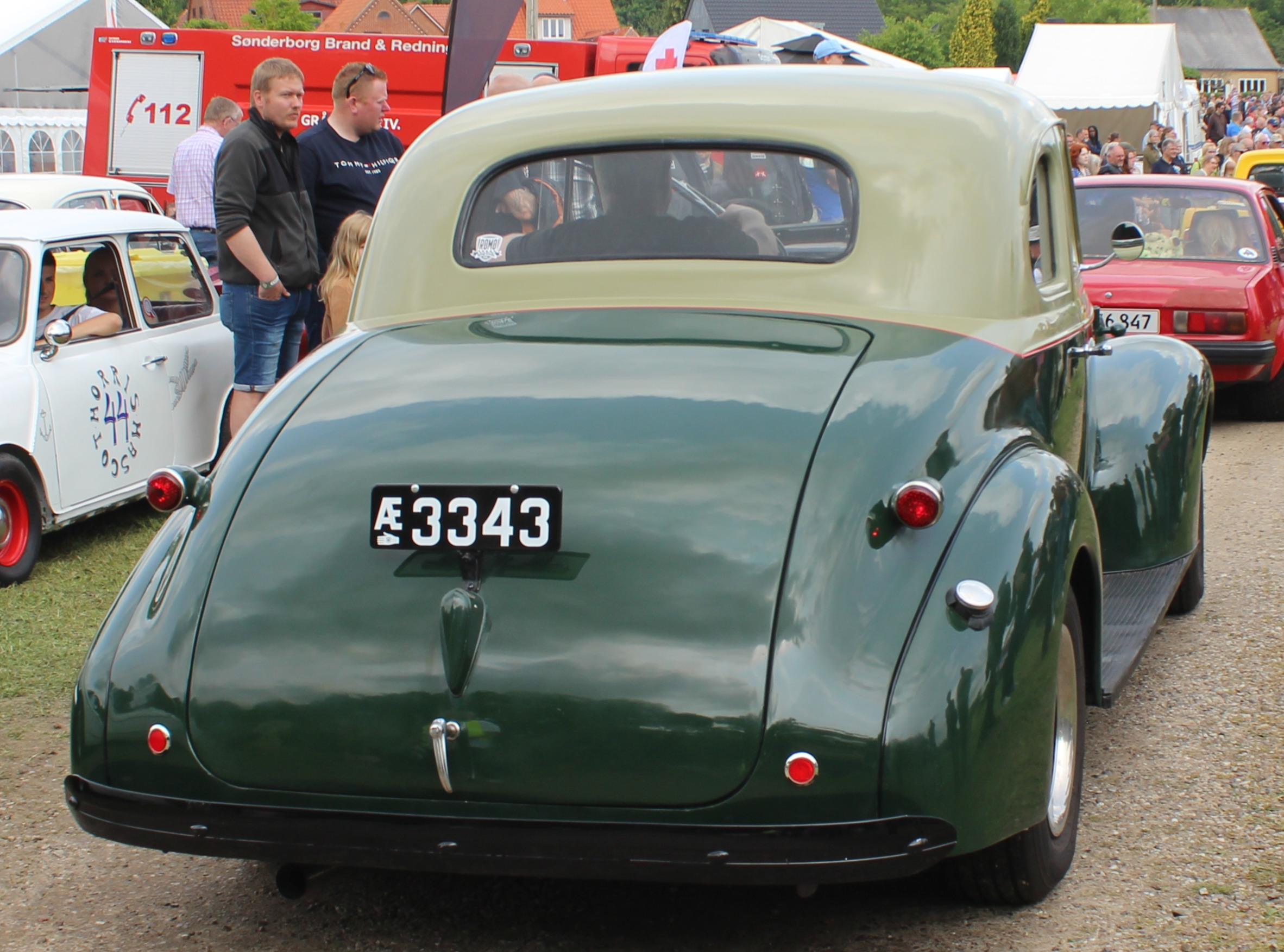
Chevrolet Business Coupé, 1939, Heckansicht
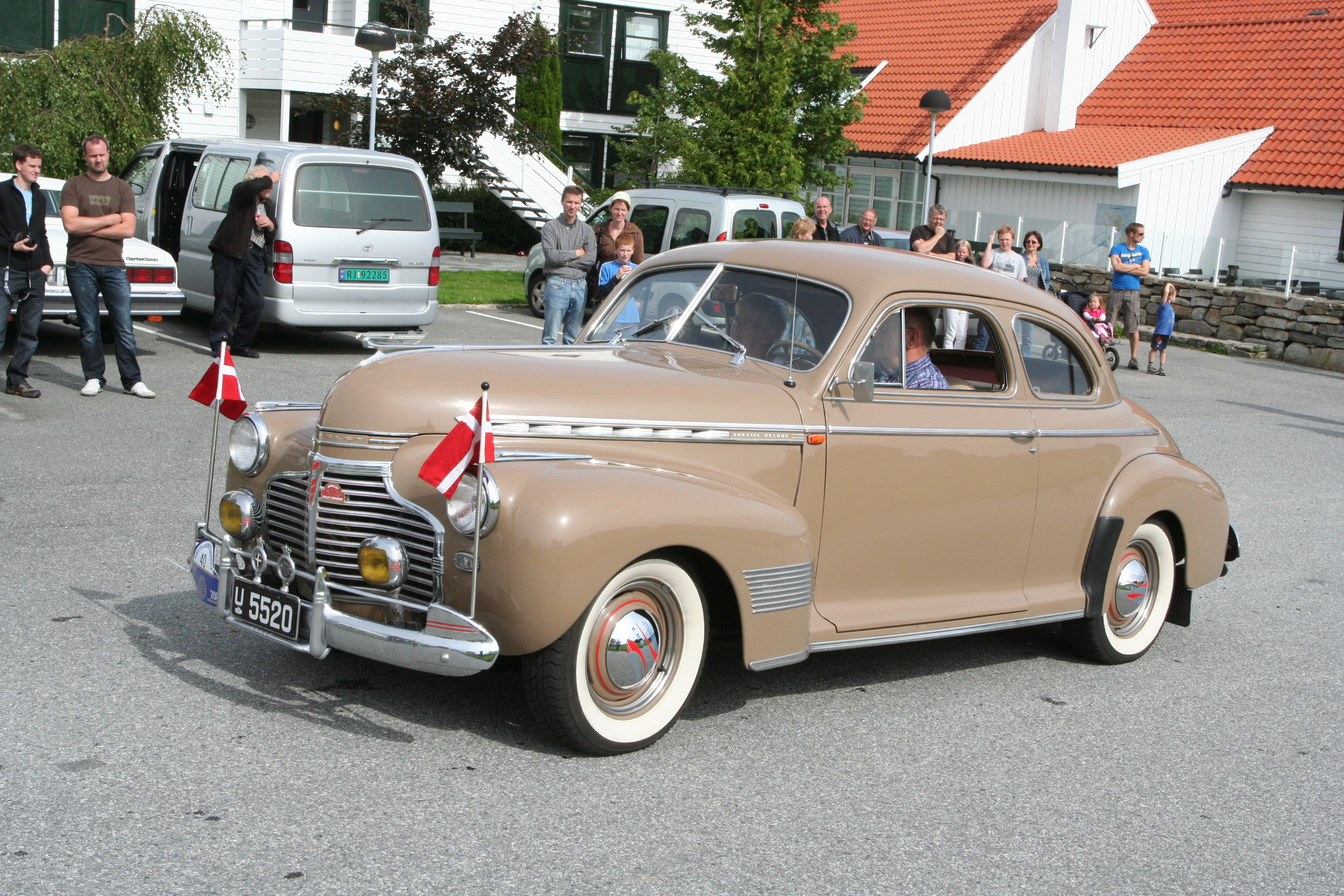
Chevrolet Coupe, 1941

In den folgenden Jahrzehnten blieb Chevrolet als Gegner für den ehemaligen Marktführer Ford aufgestellt und primär auf den Kampf um Platz 1 in der US-Verkaufsstatistik konzentriert. In den meisten Jahren war Chevrolet Sieger, obwohl die angebotenen Wagen keine technischen Besonderheiten boten. Die Modelle Standard und Master zeigen die Produktphilosophie der 1930er-Jahre: schlichte, solide Gebrauchswagen zum günstigen Preis. Bereits 1930 lief der siebenmillionste Chevrolet vom Band, man muss berücksichtigen, dass erst 4 Jahre zuvor der einmillionste Wagen produziert wurde.
Chevrolet trat immer gegen die günstige Automobilmarke Ford an. 1928 wurde von der Chrysler Corporation die Marke Plymouth als Konkurrent zu Ford und Chevrolet platziert. 1933 brachte Chevrolet den Standard Six auf den Markt, der in den USA als billigstes Sechszylinder-Auto beworben wurde. 1935 kam auf Basis eines Kleinlasters der Kombi Suburban in den freien Markt, ab 1933 wurde eine Version für die Nationalgarde gebaut. Chevrolet stellte im Schnitt Jahr für Jahr über 1 Million Fahrzeuge her.
Konzerninterne Querelen, insbesondere der Widerstand der „traditionellen“ GM-Marken Cadillac, Buick und Oldsmobile, später auch Pontiac, gegen eine Aufwertung der günstigen Einstiegsmarke Chevrolet verhinderten unter anderem eine Antwort auf den Ford V8 „Flathead“, der von 1932 bis 1954 produziert wurde. Chevrolet musste bis 1954 mit einem Sechszylinder auskommen, der allerdings dem Flathead kaum unterlegen war, wie die Verkaufszahlen bewiesen.

Standardfahrzeuge der US-Army
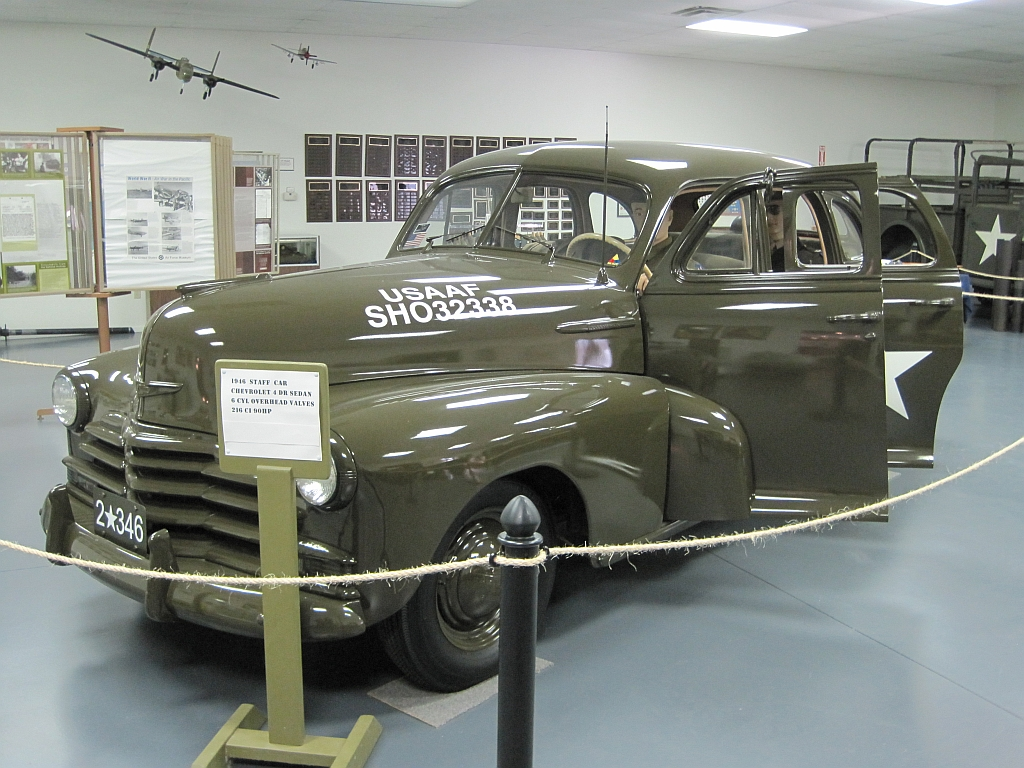
Chevrolet Fleetline, Personenkraftwagen
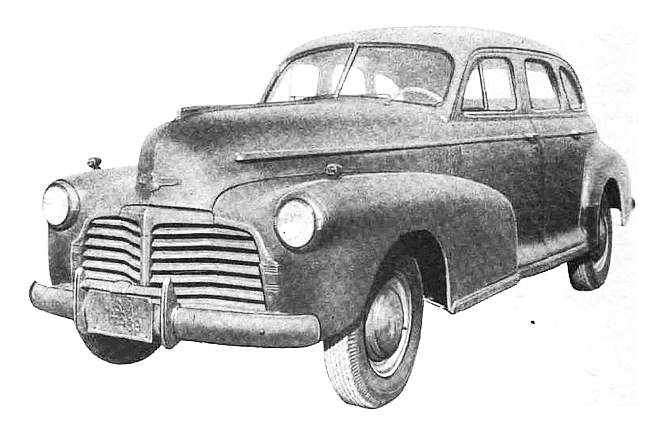
Chevrolet Fleetline, Personenkraftwagen
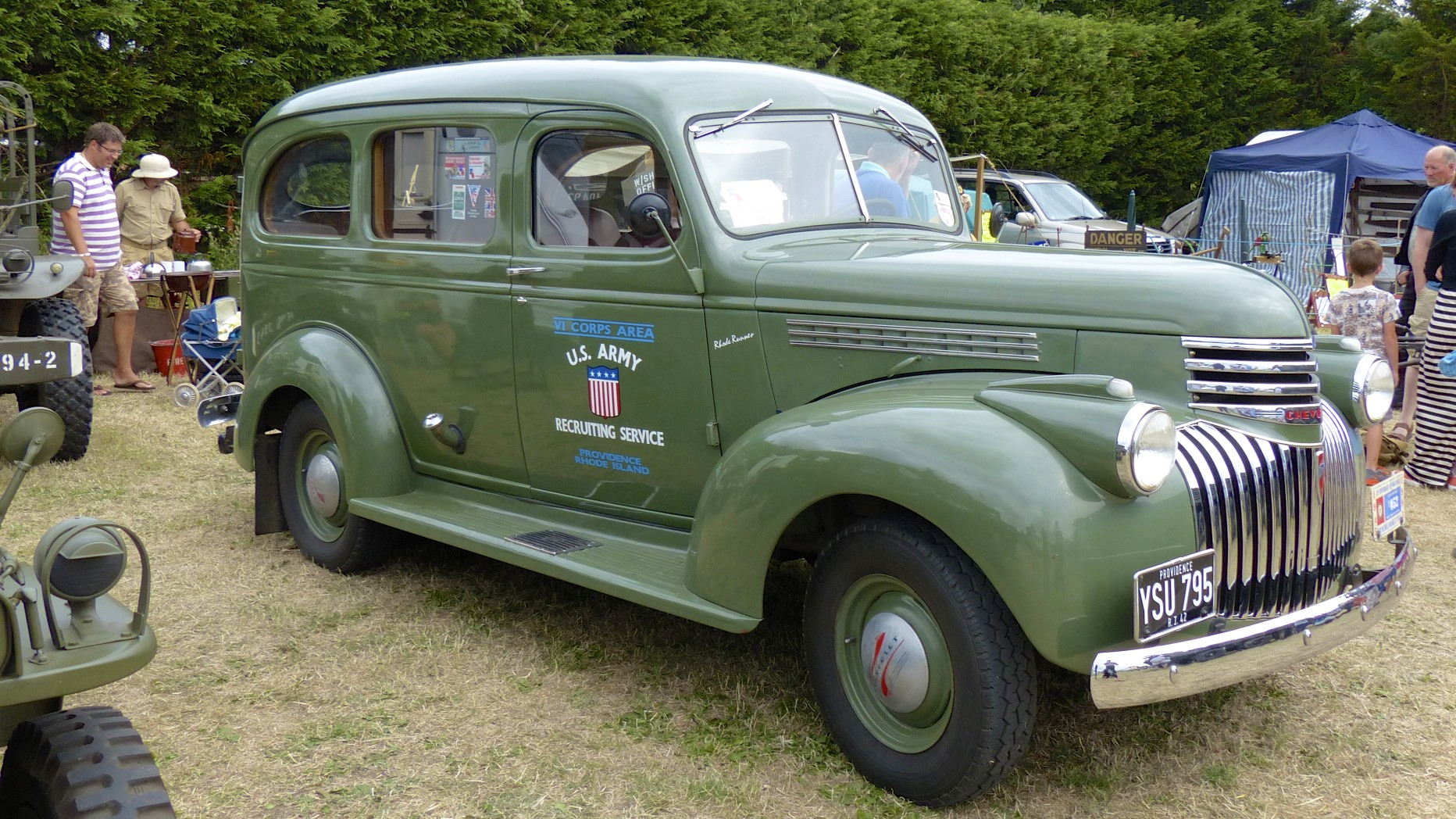
Chevrolet Suburban, Kombi und Lieferwagen
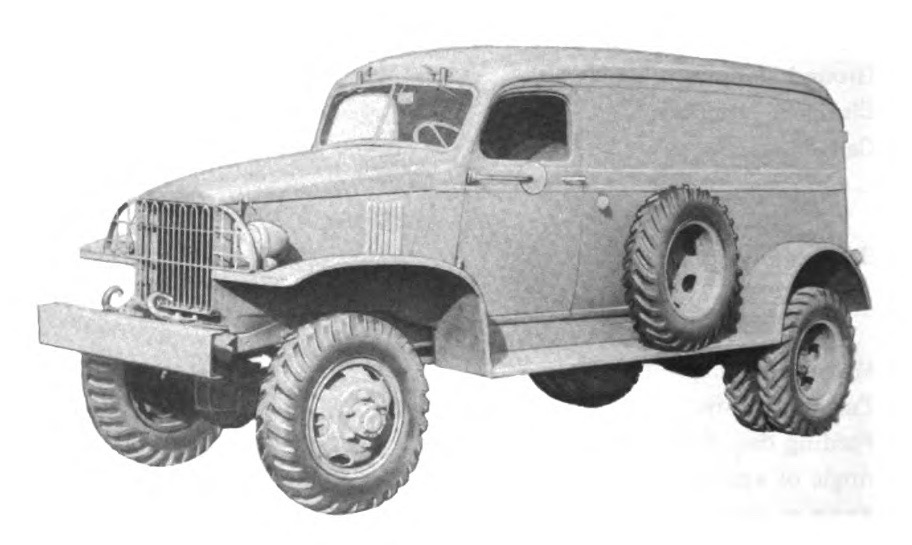
Chevrolet G506 Kastenwagen
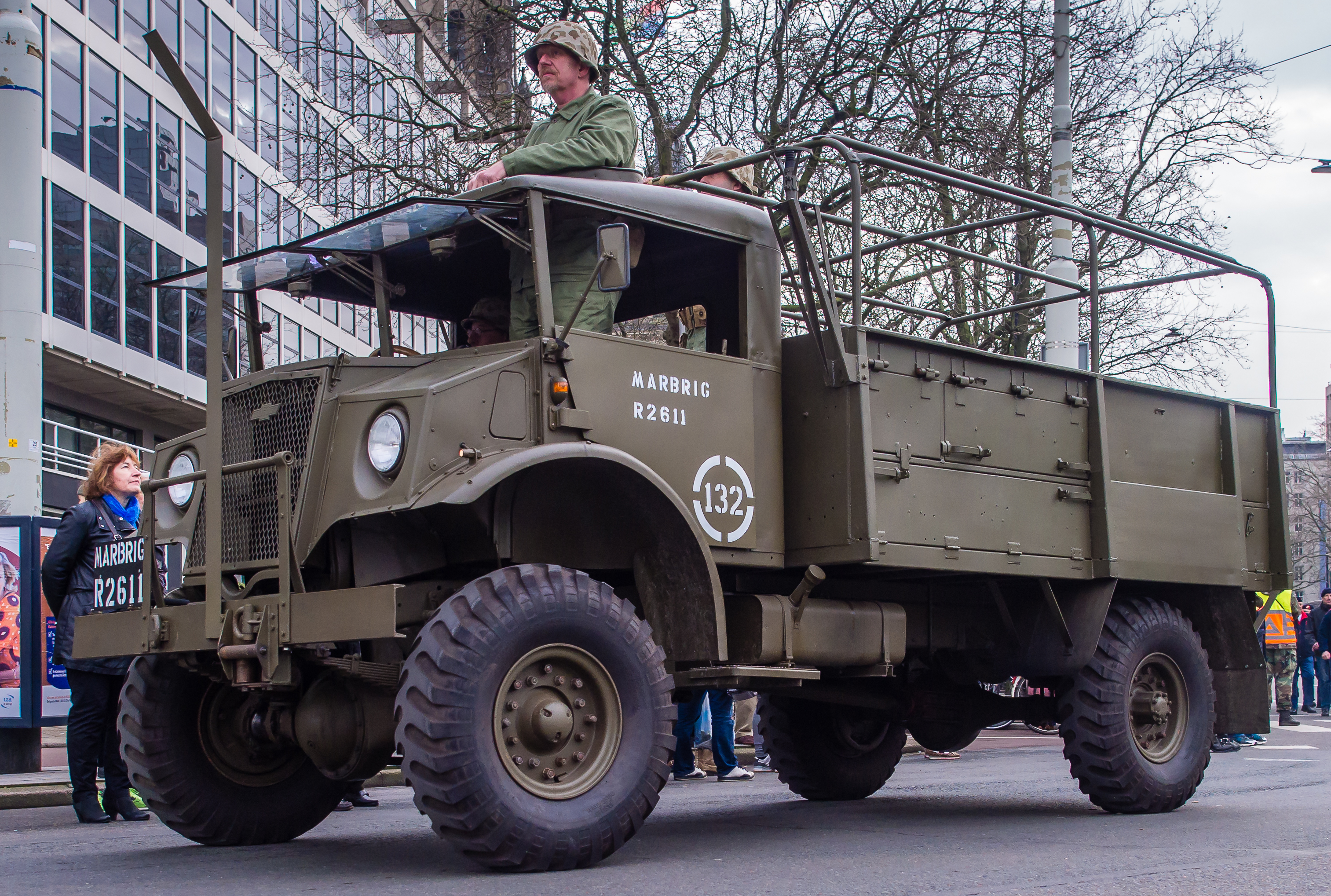
Chevrolet C60 CMP Lastkraftwagen
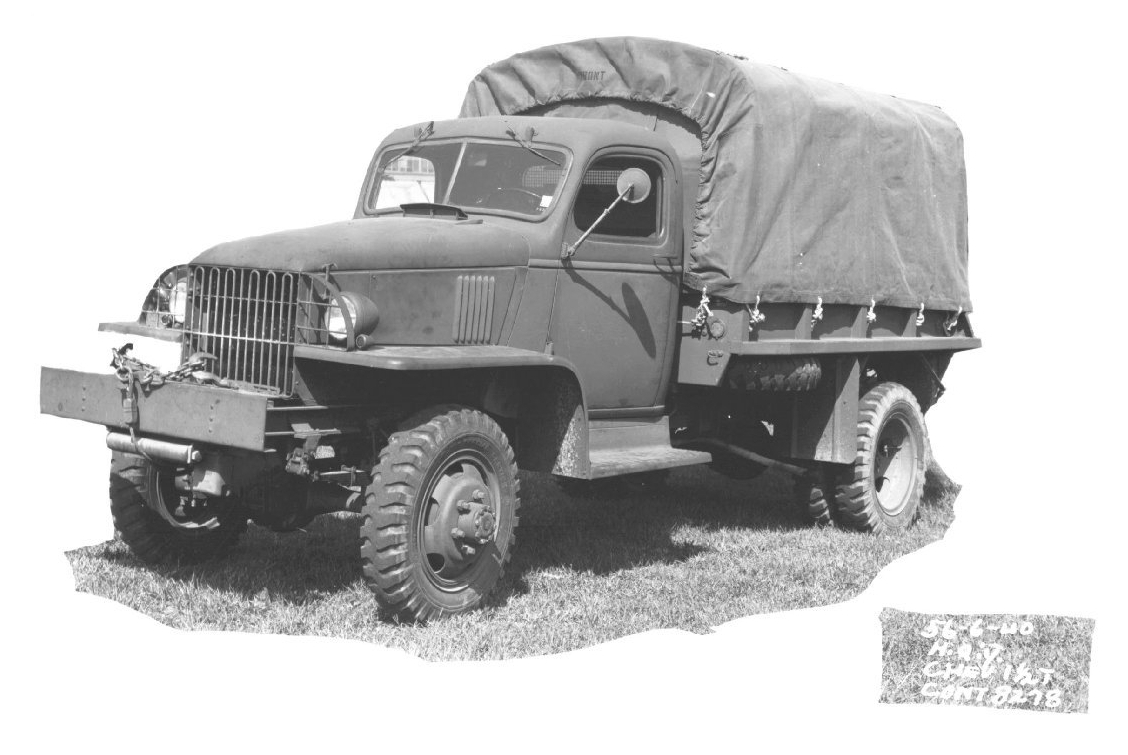
Chevrolet G506, Lastkraftwagen, 1+1⁄2-Tonnen
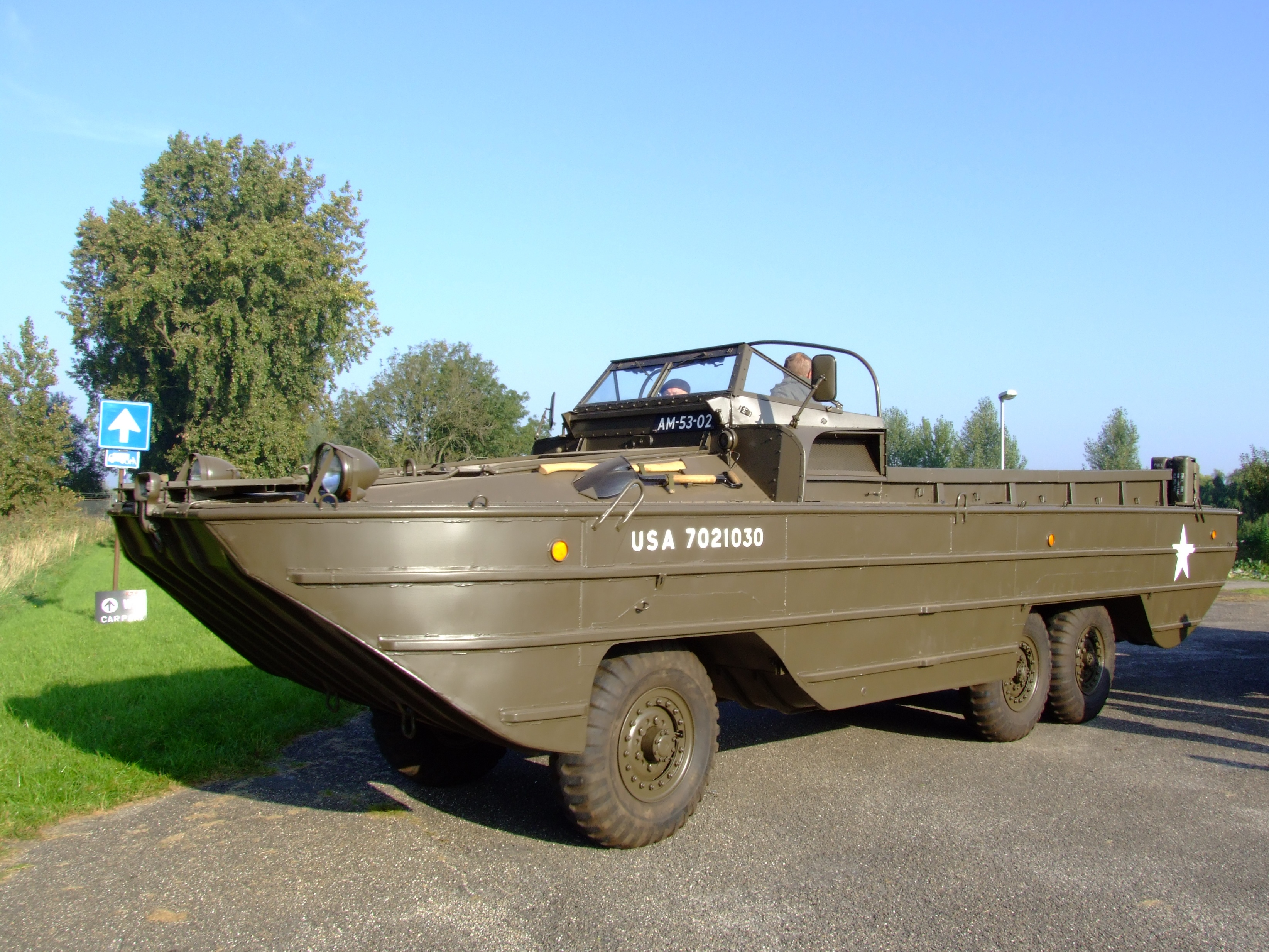
GMC-Chevrolet DUKW, Schwimmwagen, Amphibien-Lkw
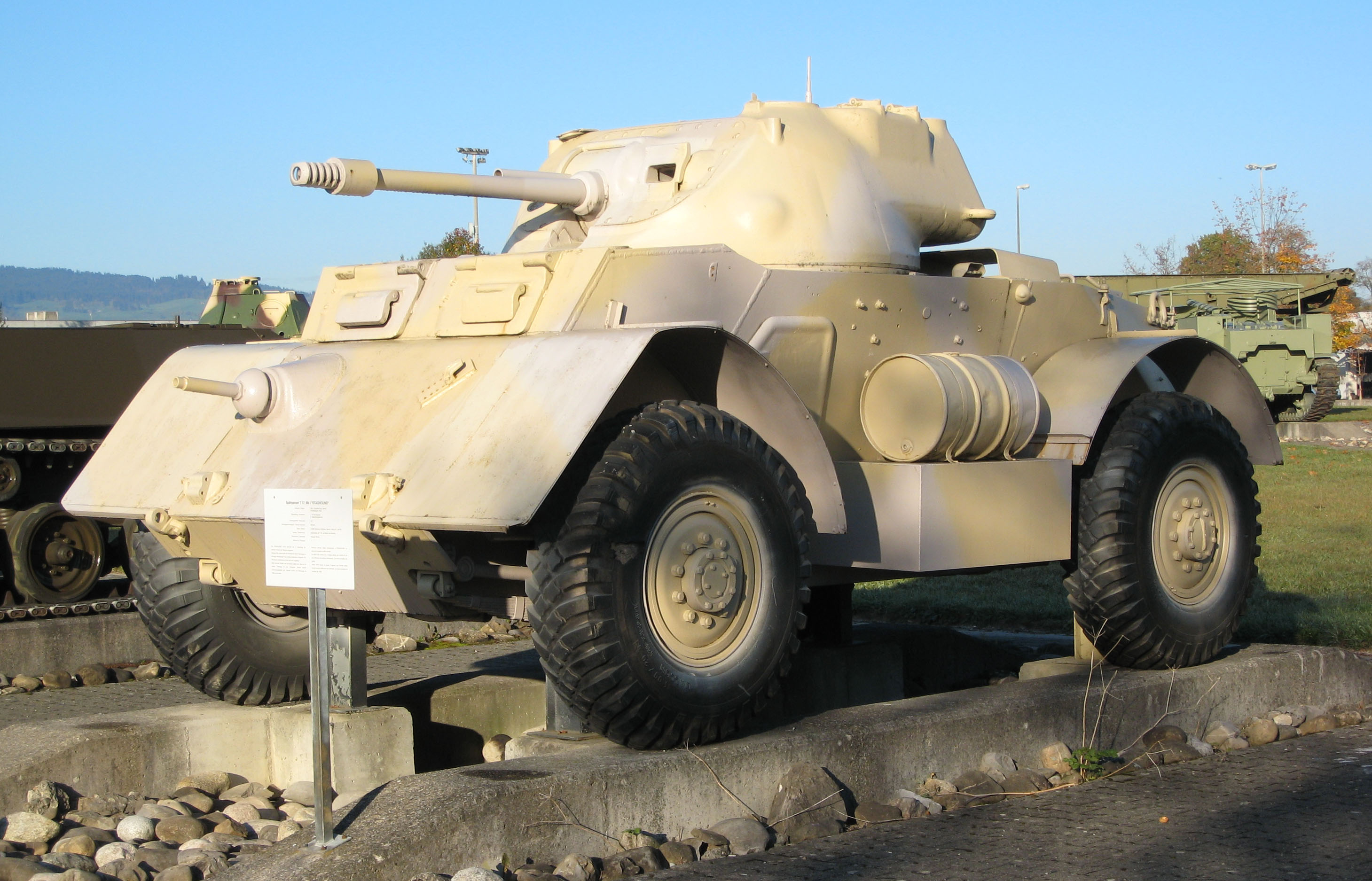
Chevrolet Panzerwagen T17 E1 4×4 T17E1 Staghound I

### Zweiter Weltkrieg
Mit dem Eintritt der Vereinigten Staaten in den Zweiten Weltkrieg wurde 1941 fast die gesamte Industrie auf den Bau von Rüstungsgütern umgestellt, so dass auch Chevrolet ab dem 30. Januar 1942 keine zivilen Pkw mehr baute.
Bereits 1938/39, als sich der Beginn eines militärischen Konfliktes in Europa abzeichnete, begann Chevrolet mit dem Bau einiger neuer Werke, um die zu erwartenden Aufträge für Rüstungsgüter erfüllen zu können. Insgesamt waren während des Zweiten Weltkrieges folgende Werke für Chevrolet tätig:
- Chevrolet Aviation Plant No. 1, Buffalo, New York
- Chevrolet Aviation Plant No. 2, Tonawanda, New York
- Chevrolet Motor and Axle Plant, Tonawanda, New York
- Chevrolet Motor Plant, Bay City, Michigan
- Chevrolet Motor Commercial Body Plant, Indianapolis, Indiana
- Chevrolet, St. Louis, Montana
- Chevrolet, Baltimore, Maryland
- Chevrolet Gear and Axle Plant, Detroit, Michigan

Die Lieferungen aufgrund spezieller Militäraufträge begannen im August 1940 – also etwa anderthalb Jahre vor dem Eintritt der USA in den Krieg – und umfassten an Kraftfahrzeugen speziell für den militärischen Bedarf:
| Typ                  | 1941   | 1942   | 1943–45 | Summe   | Bemerkungen                                     |
| -------------------- | ------ | ------ | ------- | ------- | ----------------------------------------------- |
| Mod.20,21 (0,5 to)   | 1345   | 1520   |         | 2915    | Kombi- und Pickup-Variante des Chevrolet Master |
| Mod.20, 21 (0,75 to) | 4      | 124    |         | 128     | Kombi- und Pickup-Variante des Chevrolet Master |
| Mod.30, 31, 32       | 1277   | 45.211 |         | 46.488  | 1,5 to 4×2                                      |
| Mod. 32              |        | 6080   |         | 6080    | 1,5 to 4×2                                      |
| G 7107 1,5 to        | 15.321 | 46.494 | 89.085  | 113.085 | 4×4, Pritsche                                   |
| G 7106 1,5 to        | 97     | 72     |         | 169     | 4×4, Sattelzugmaschine                          |
| G 7127 1,5 to        | 218    | 130    | 35      | 383     | 4×4,langer Radstand                             |
| G 7117 1,5 to        | 2942   | 7066   | 4387    | 14.395  | 4×4, Kipper                                     |
| G 7117 1,5 to        | 784    | 5098   | 8259    | 14.141  | 4×4 Kipper m. Winde                             |
| G 7105 1,5 to        | 201    | 1334   | 2123    | 3658    | 4×4, Kastenwagen                                |
| G7173 1,5 to         | 181    | 207    | 3841    | 4229    | 4×4, telephon maintenance                       |
| G7173 1,5 to         | 80     | 154    | 1425    | 1659    | 4×4, Erdbohrer                                  |
| G 7128 1,5 to        |        | 1169   | 6699    | 7868    | 4×4, bomb service                               |
| G 7173 1,5 to        | 94     | 417    | 70      | 581     | 4×4, Frontlenker                                |
| G 7153 1,5 to        |        | 103    |         | 103     | 4×4, Frontlenker, Feuerwehr                     |
| Airfield Service     | 29     | 619    |         | 648     | 1,5 to 4×4                                      |
| GMC CCKW             | 4950   | 35.120 | 116.665 | 151.785 | 2,5 to 6×6                                      |
| GMC DUKW             |        |        | 6748    | 6748    | 2,5 to 6×6, Amphibien-Lkw                       |
| T17E1 Staghound I    |        | 157    | 3687    | 3844    | Panzerspähwagen, für England                    |

Hinzu kamen 60.766 Flugzeugmotoren der Typen Pratt & Whitney R-1830 und Pratt & Whitney R-2800, ca. 2000 Rohre mit Verschlüssen und Rücklaufschienen für 90-mm-Fliegerabwehrkanonen, Munition für 75-mm und 76,2-mm-Geschütze, ca. 100.000 Tonnen Aluminium-Schmiedeteile, insbesondere Propellerblätter.

### Nachkriegszeit und weiterer Aufschwung

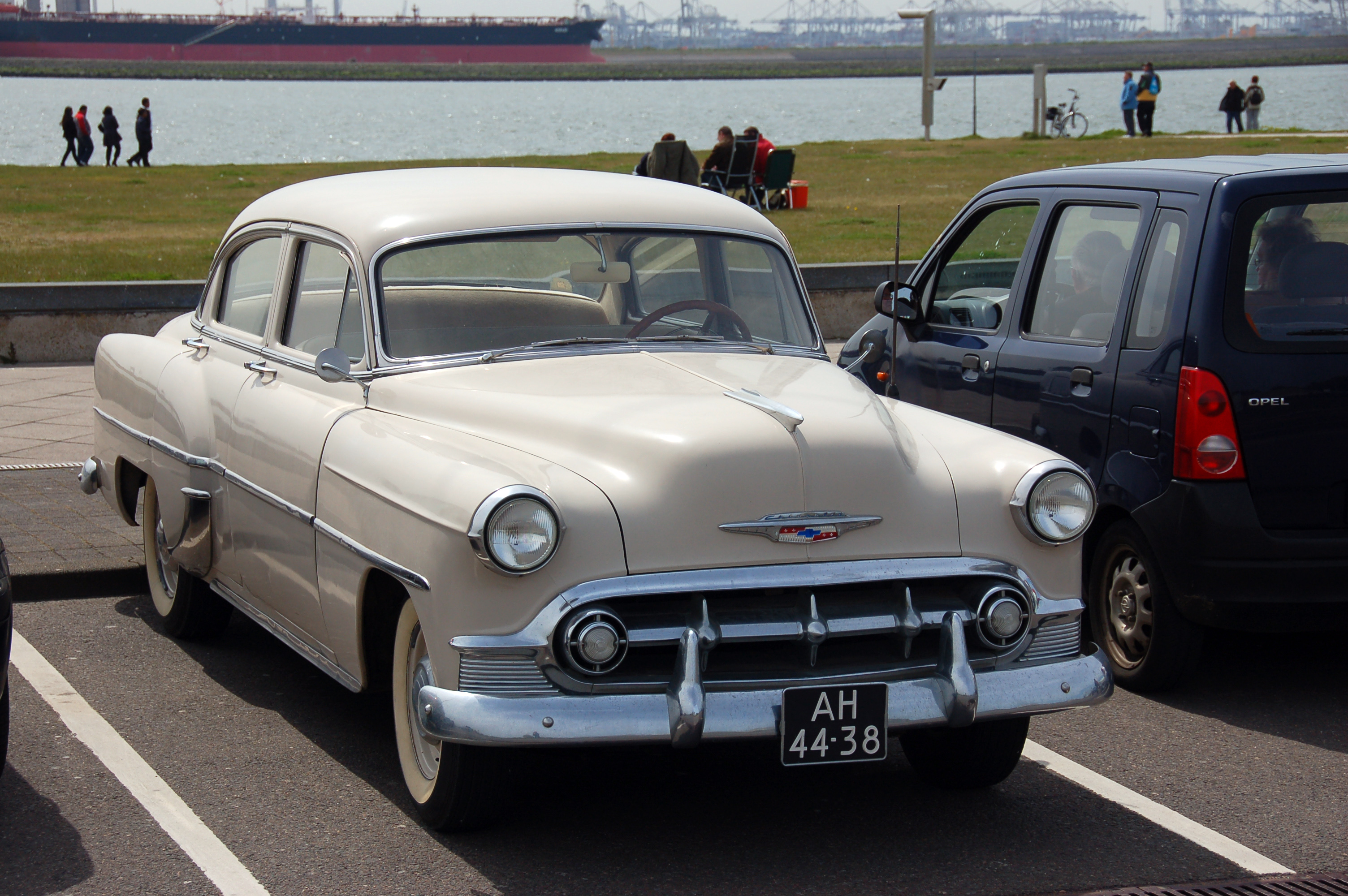
Chevrolet Two-Ten, 1953

Am 3. Oktober 1945 begann die reguläre Pkw-Produktion wieder mit nur geringfügig modernisierten Vorkriegsmodellen. Der Chevrolet Deluxe und der Chevrolet Fleetline fanden bis zum ersten neuentwickelten Fahrzeug viele Käufer. 1949 erschienen die neuen Modellgenerationen mit Pontonkarosserie.
Für die 1950er Fleetline- und Styleline-Modelle war erstmals in den preiswerten Fahrzeuglinien das 2-Gang-Automatikgetriebe „Powerglide“ verfügbar. 1953 wurde die Chevrolet Corvette vorgestellt, der erste Sportwagen der Marke, der später zum erfolgreichsten US-Sportwagen wurde. Zunächst erreichte die Corvette nicht die erwarteten Verkaufszahlen. Doch Hilfe kam aus Europa: Zora Arkus-Duntov, Absolvent der Technischen Hochschule Darmstadt und Ex-Rennfahrer, wurde erster Corvette-Chef-Ingenieur und half dem Pseudo-Sportler auf die Sprünge. Er verbesserte die Handling-Eigenschaften und Motorleistung, und die Absatzzahlen stiegen in der Folge wie erhofft stark an.
Am 3. November 1954 wurde der fünfzigmillionste Chevrolet gebaut, es war ein goldener Bel Air. 1954 wurde Chevrolet konzernintern die Konstruktion eines eigenen V8-Motors genehmigt. Das von Edward Cole angeführte Ingenieursteam entwarf innerhalb von 15 Wochen den sogenannten Small Block Chevrolet V-8 (SBC), der zum Modelljahr 1955 eingeführt und auf Anhieb zum Erfolg wurde. Der SBC gilt heute als der richtungsweisende Motor des US-Automobilbaus. Mehr als 100.000.000 Einheiten wurden produziert, erst 2003 wurde die Produktion des Motors für Neuwagen eingestellt. Damit ist der SBC die am meisten gebaute komplexe Maschine der Menschheit. Die Präsentation des SBC fiel mit der Vorstellung einer neuen Karosserieform für den Chevrolet zusammen. Die von 1955 bis 1957 mit geringfügigen Veränderungen in den Ausstattungslinien (Trimlevel) 150, 210 und Bel Air produzierten Modelle werden heute als „Tri-Chevys“ bezeichnet und gelten als typisches Beispiel für einen US-Familienwagen der 1950er-Jahre. In Deutschland – wo das US-Trimlevelprinzip weitgehend unbekannt ist – wird Chevrolet Bel Air oft fälschlicherweise als die Modellbezeichnung verstanden und als Oberbegriff auch auf alle 150 und 210 angewendet.
In den folgenden Jahren wurde Chevrolet erneut konzernintern unter Druck gesetzt: An dem von Cadillac ausgelösten Trend zu immer größeren Heckflossen sollte die günstige Marke nicht teilnehmen dürfen, um die klare Grenzziehung zwischen den einzelnen GM-Marken, in den USA als „Divisionen“ bezeichnet, nicht zu verwischen. 1959 präsentierte Chevrolet, ermutigt vom riesigen Erfolg des SBC und der Tri-Chevys den Chevrolet (jetzt als Trimlevel Biscayne, Bel Air und Impala) deshalb mit vertikalen Heckflossen – ein Schritt, der das „Flossenwettrüsten“ im US-Automobilbau sozusagen über Nacht zum Erliegen brachte.
Für 1960 erhielten die mittleren GM-Divisionen Pontiac, Oldsmobile und Buick mit der Y-Plattform ein zweites, kleineres Modell zur Ergänzung der bisher von jeder Marke angebotenen einzelnen („Fullsize“)-Baureihe. Im Fall von Pontiac war dies der Tempest und der LeMans, bei Buick der Special und der Skylark und für Oldsmobile der Cutlass und der F-85. Auch hier sollte Chevrolet klar abgegrenzt werden: Statt der Y-Plattform musste die Marke mit dem Chevrolet Corvair auskommen, einem für die Vereinigten Staaten untypisch konzipierten Fahrzeug mit luftgekühltem Sechszylinder-Boxermotor im Heck, zu seiner Zeit dem einzigen Großserienmodell mit diesem Konzept aus US-Produktion. Das Heckmotor-Konzept mit Luftkühlung war vor allem durch die zeitgenössischen, auch in den USA erfolgreichen, aber nur vierzylindrigen Modelle VW Käfer und Porsche 356 bekannt. Der Corvair geriet 1965 in den Blickpunkt des Konsumentenanwalts Ralph Nader, der es zum Eröffnungsbeispiel seines Werkes Unsafe at any Speed machte. Auch wenn Naders Buch etliche Konstruktionen der US-Hersteller angriff, wurde Unsafe at any Speed als eine auf den Corvair bezogene Aussage wahrgenommen, was 1969 unter anderem zum Ende der Heckmotor-Plattform führte. Später wurden Naders Aussagen zur Gefährlichkeit des Fahrverhaltens des Corvair zum Teil widerlegt.
1961 stellte Chevrolet eine „Sportversion“ des „Impala“ vor. Dieser „Impala SS“ war mit einer 409-in3-Version (6,7 Liter Hubraum) des „großen“ Chevrolet V8, auch als „Big Block“ bezeichnet, erhältlich. Der SS – eine Abkürzung für „Super-Sport“ – von 1961 gilt als das Fahrzeug, mit dem die Vorherrschaft der gehobenen US-Marken auf dem Sektor leistungsstarker, schneller Fahrzeuge, zuletzt angeführt von Oldsmobile, endgültig gebrochen wurde. Das Erscheinen des SS führte zu einem Motoren-Wettrüsten unter den günstigeren US-Marken, das heute allgemein als „Horsepower Wars“ bezeichnet wird und das 1965 nahtlos in die „Muscle Car“-Ära überging.
Von 1961 bis in die 1980er-Jahre dominierte Chevrolet den Pkw-Sektor in den USA. Dass die Ford Motor Company (FoMoCo) in ihrem Gesamtmarktanteil weniger als die Hälfte von General Motors ausmachte, schwächte die Position der Marke Ford gegenüber Chevrolet weiter. Einzig als Reaktion auf den immens erfolgreichen Ford Falcon von 1960 wurde nicht länger am Corvair als einzigem kompakten Chevrolet festgehalten. Analog der Konzern-Y-Plattform erschien deshalb 1962 die Chevrolet X-Plattform, zu der der Chevrolet Nova gehörte, bevor GM 1964 mit der A-Plattform eine für alle Divisionen (außer Cadillac) konzipierte Plattform vorstellte, die mit Marktmacht ein neues Segment unterhalb der traditionellen Fullsize-Klasse festigte. Diese Plattform wird auch in der Chevrolet Chevelle verwendet.
1965 stellte Chevrolet mehr als ein Viertel der gesamten US-Fahrzeugproduktion her. Selbst Verkaufserfolge der Konkurrenz, etwa der Ford Mustang, waren nicht in der Lage, Chevrolets marktbeherrschende Position zu erschüttern. Spätestens mit der Reaktion auf den Mustang änderte sich auch der Wert der ehemaligen Sechszylinder-Marke: Dem sehr günstigen Mustang begegnete Chevrolet nicht mit einem direkten Konkurrenzmodell. Der 1967 erschienene Chevrolet Camaro wurde in Technik, Ausstattung und Preis deutlich über dem Mustang angesiedelt – einen Konkurrenzkampf mit Ford hatte Chevrolet nicht länger nötig.

### Ölpreiskrise und Abschwung
Die 1970er-Jahre wurden durch die Ölpreiskrise ab 1973 geprägt. Benzin wurde auch in den USA knapper und teurer. Die Nachfrage nach kleineren Autos wuchs; Chevrolet ergänzte sein Programm um die Modelle Vega und Chevette, die deutlich kleiner waren als die bisher angebotenen Wagen. Dennoch hat der 1970er Monte Carlo mit 1,80 m die längste Motorhaube aller bisherigen Chevrolet. 1978 ist ein Monza der 100-millionste Chevrolet.
Große Änderungen gab es in den Jahren 1979 bis 1982: Chevrolet führte mehrere neue Modellreihen mit Frontantrieb ein und folgte damit einer Entwicklung, die in Europa bereits seit den 1960er-Jahren begonnen hatte. In schneller Reihenfolge wurden die Modelle Citation, Cavalier und Celebrity eingeführt. Nur die großen Wagen (Caprice) und die sportlichen Modelle (Camaro, Corvette) behielten den Hinterradantrieb.
In dieser Zeit wuchs der Konkurrenzdruck durch die japanischen Hersteller, die ihre Fahrzeuge mit großem Erfolg in den USA verkauften. In einer Kooperation mit Toyota baute Chevrolet in Kalifornien eine neue Fabrik, die nicht nur den Toyota Corolla herstellte, sondern auch ein Schwestermodell für Chevrolet, das den Traditionsnamen Nova erhielt. Die Corvette ist 1986 das erste Chevrolet-Modell mit ABS.
Als weitere Maßnahme führte General Motors 1988 und 1990 die Marken Geo und Saturn ein, um mit preisgünstigen Fahrzeugen gegen die Importeure konkurrieren zu können. Damit verlor Chevrolet seine jahrzehntelange Stellung als preisgünstigste Marke im General-Motors-Konzern. Die beiden neuen Marken hielten sich eine Zeit lang, konnten sich aber auf Dauer nicht etablieren. Seit dem Ende von Saturn 2009 ist Chevrolet wieder die Einstiegsmarke von General Motors.

### Neuorientierung
Ab den 1980er-Jahren verschob sich die Nachfrage in Nordamerika deutlich in Richtung der leichten Nutzfahrzeuge. Die Transporter Express und Astro, die Pickups Colorado und Silverado sowie die SUVs Blazer und Tahoe verkaufen sich in großen Stückzahlen und sind demzufolge für den Erfolg von Chevrolet von großer Bedeutung. Entsprechend ist der Anteil reiner Pkw in den letzten 30 Jahren deutlich zurückgegangen.
Von 2005 bis 2015 wurden auf dem europäischen Markt Fahrzeuge als Chevrolet angeboten, die vormals unter der Markenbezeichnung Daewoo verkauft wurden. Trotz Chevrolet-Logo basierten sie zunächst weiterhin auf Daewoo-Technik. In der Folgezeit wurden diese Modelle wie auch die US-Chevrolet-Modelle nach und nach durch neue, in den USA, Deutschland und Südkorea entwickelte Modelle ersetzt, die jetzt weltweit in weitgehend gleicher Form angeboten werden. Seit 2011 ist der Name Daewoo auch in Südkorea verschwunden.
2007 wurde das Konzeptauto „Volt“ vorgestellt. Es zeigte einen Ausblick auf die Vorstellungen von Chevrolet zur E-Mobilität. Die Premiere für den Chevrolet Volt war 2010. Es ist ein Elektroauto mit Reichweitenverlängerer. Das Schwestermodell, der Opel Ampera, erhielt in Europa zahlreiche Auszeichnungen.

### Rückzug aus Europa
Am 5. Dezember 2013 gab Chevrolet bekannt, sich zum Jahresende 2015 aus dem westeuropäischen Markt weitgehend zurückzuziehen, was in Deutschland aber schon Mitte 2014 geschah. Das soll die Marke Opel im kontinentaleuropäischen Markt stärken. Die aus den USA stammenden Sportmodelle Camaro und Corvette blieben dort aber auch nach 2015 im Angebot.

### Aktuelle Entwicklungen
Im Oktober 2016 begann GM mit der Produktion des Chevrolet Bolt EV, dem ersten erschwinglichen vollelektrischen Auto für den Massenmarkt mit einer Reichweite von mehr als 320 km. Der Chevrolet Bolt gewann mehrere Auszeichnungen, darunter die 2017 Motor Trend Car of the Year-Auszeichnung, die 2017 AutoGuide.com Reader's Choice Green Car of the Year, Green Car Reports Best Car To Buy 2017, Green Car Journal's 2017 Green Car of the Year, und wurde im Time-Magazine Best 25 Inventions of the Year of 2016 aufgeführt.
Am 14. Februar 2021 enthüllte Chevrolet den Bolt EUV und den neu gestalteten Bolt EV.

### Geschichte des Logos
Das Chevrolet-„Bowtie“-Logo (englisch „Schleife“ oder „Fliege“) wurde Ende 1913 von William C. Durant entworfen. Bis dahin wurde der Name selbst als Logo verwendet. Das Bowtie-Logo wurde in der über hundertjährigen Geschichte der Marke viele Male überarbeitet. Anfangs enthielt es auch den Namenszug „Chevrolet“, später, ab Ende der 1940er war es nur noch farblich ausgefüllt. Auch wurden die Seitenverhältnisse immer wieder geändert. 1969 war die Farbfüllung ein kräftiges Blau, um ab Anfang der 1980er-Jahre goldfarben gefüllt zu sein. Es gab im Laufe der Zeit verschiedene Interpretationen des „Fliege“-Logos (das auch als Reminiszenz Henri Louis Chevrolets an seine Herkunft als abgewandeltes Schweizerkreuz gehandelt wird), oft in Blau für Pkw, Gold für Lkw und mit einem Umriss (häufig Rot) für Autos, die Leistungspakete enthielten. Chevrolet vereinheitlichte schließlich 2004 alle Fahrzeugmodelle mit der goldenen Fliege. Das aktuelle Logo wird seit 2022 verwendet.

## Modelle
GM hat die Marke Chevrolet bis zur Neustrukturierung des Konzerns 2009 für regional stark unterschiedliche Modellpaletten verwendet, bei der es auch oft Parallelentwicklungen, unterschiedliche Namen gleicher Modelle oder Badge-Engineering älterer Opel-Modelle gab. Seit 2009 hat die Marke zunehmend eine weltweit einheitliche Modellpalette, bei der nur noch vereinzelt Modelle auf bestimmten Märkten angeboten werden. Lediglich in Südamerika gibt es noch eine Reihe lokaler Besonderheiten. In diesem Zuge wurde auch die südkoreanische Marke GM Daewoo komplett integriert und deren Name gestrichen.

### Trucksin Nordamerika
Als Trucks in nordamerikanischer Nomenklatur gelten alle SUV, Vans und Nutzfahrzeuge. Diese werden bisher noch nicht außerhalb der USA angeboten.

### Historische Pkw-Modelle

#### Nordamerika
Im Zeitraum von 1942 bis 1946 wurden von Chevrolet Militärfahrzeuge und andere Rüstungsgüter gefertigt. Daher gab es aufgrund des Zweiten Weltkrieges nur eine eingeschränkte zivile Fahrzeugproduktion.
Im Zeitraum von 1942 bis 1946 wurden von Chevrolet Militärfahrzeuge und andere Rüstungsgüter gefertigt. Daher gab es aufgrund des Zweiten Weltkrieges nur eine eingeschränkte zivile Fahrzeugproduktion.

### Modelle für andere Märkte (weitgehend historisch)
- Chevrolet Niva (Russland, von GM-AvtoVAZ)
- Chevrolet Viva (Russland, von GM-AvtoVAZ)
- Chevrolet Tavera (Indien, Indonesien)
- Chevrolet Agile (Brasilien, Argentinien) Seit 2009
- Chevrolet Astra (Mexiko, Chile)
- Chevrolet Blazer (Brasilien)
- Chevrolet Captiva (Brasilien)
- Chevrolet Celta (Brasilien)
- Chevrolet Classic (Brasilien)
- Chevrolet Chevette (Brasilien)
- Chevrolet Corsa / Corsa Classic / Classic / Corsa Wagon (Argentinien, Brasilien, Uruguay, Chile)
- Chevrolet C2 (Kolumbien, Mexiko)
- Chevrolet Corsa Pick-Up, Sedan & Station Wagon (Brasilien)
- Chevrolet Kadett (Brasilien)
- Chevrolet Ipanema (Brasilien)
- Chevrolet 400 und Chevy (Argentinien)
- Chevrolet Meriva (Brasilien)
- Chevrolet Monza (Brasilien)
- Chevrolet Montana (Brasilien)
- Chevrolet Omega (Brasilien)
- Chevrolet Onix (Brasilien)
- Chevrolet Prisma (Brasilien)
- Chevrolet Opala (Brasilien)
- Chevrolet S10 (Brasilien)
- Chevrolet Veraneio (Brasilien)
- Chevrolet Vectra (Chile)
- Chevrolet Vectra (Brasilien)
- Chevrolet Vectra GT (Brasilien)
- Chevrolet Zafira (Brasilien)

## Bildergalerie

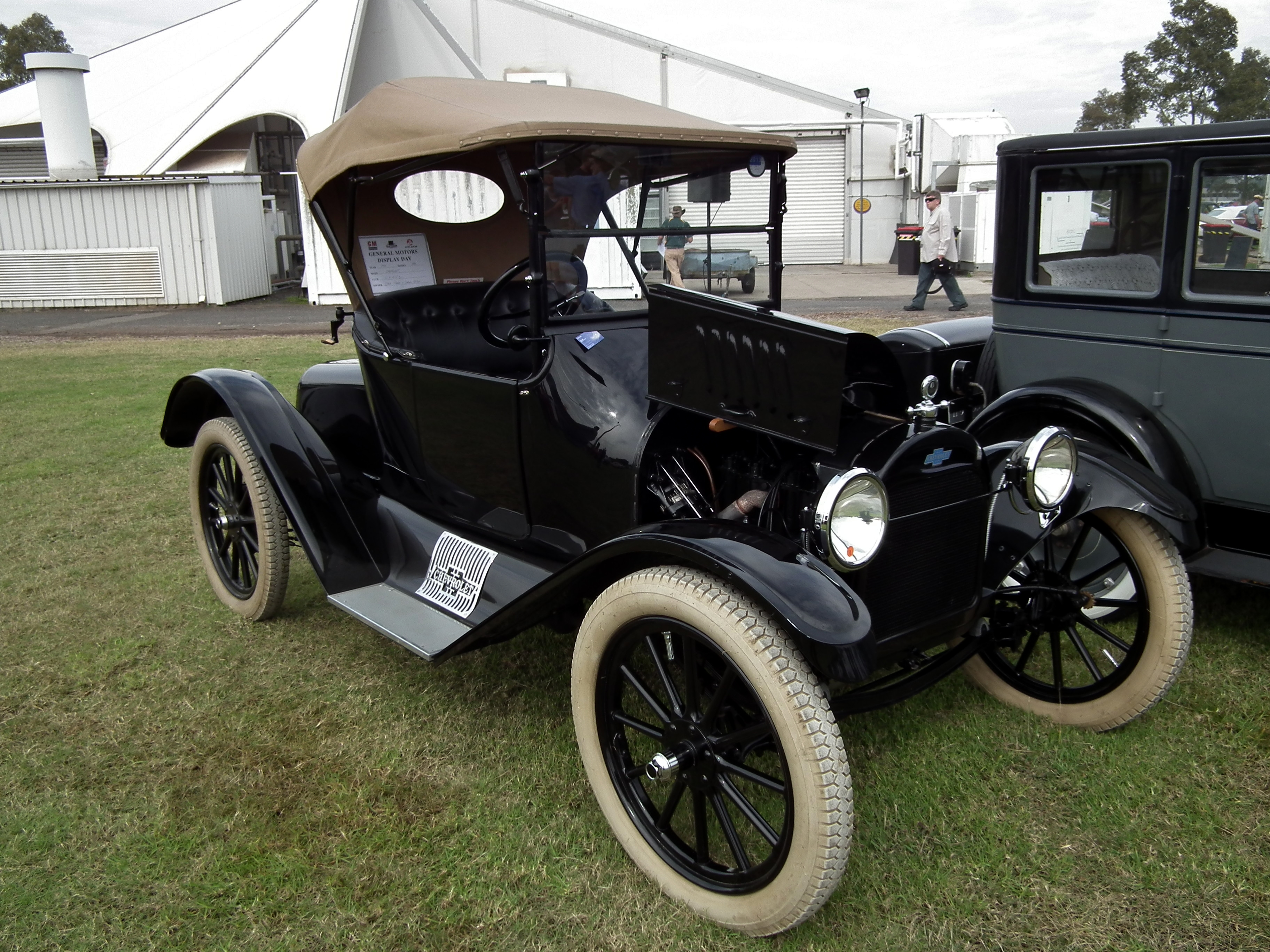
Chevrolet 490 (1916)
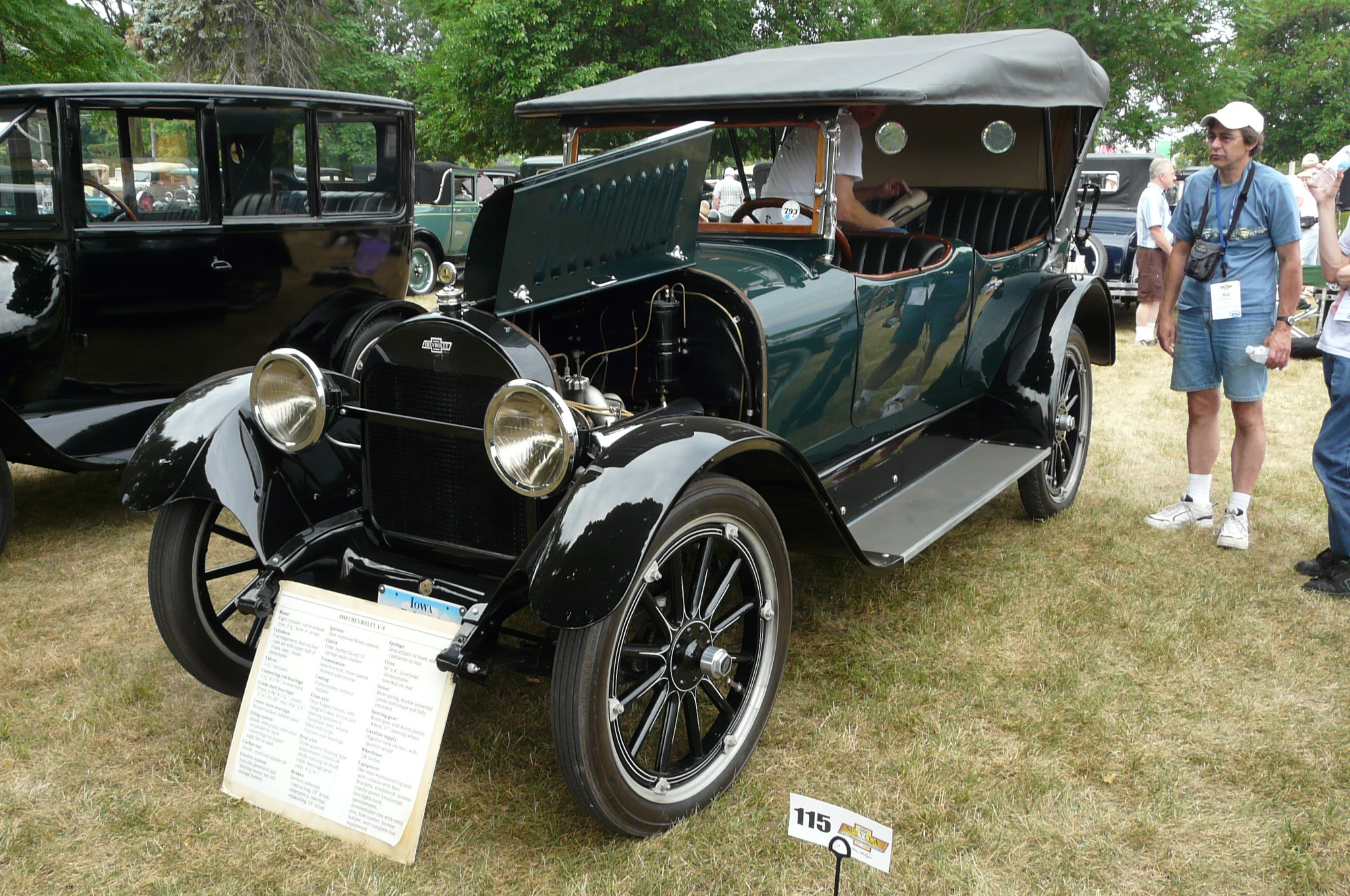
Chevrolet Series D V-8 (1918)
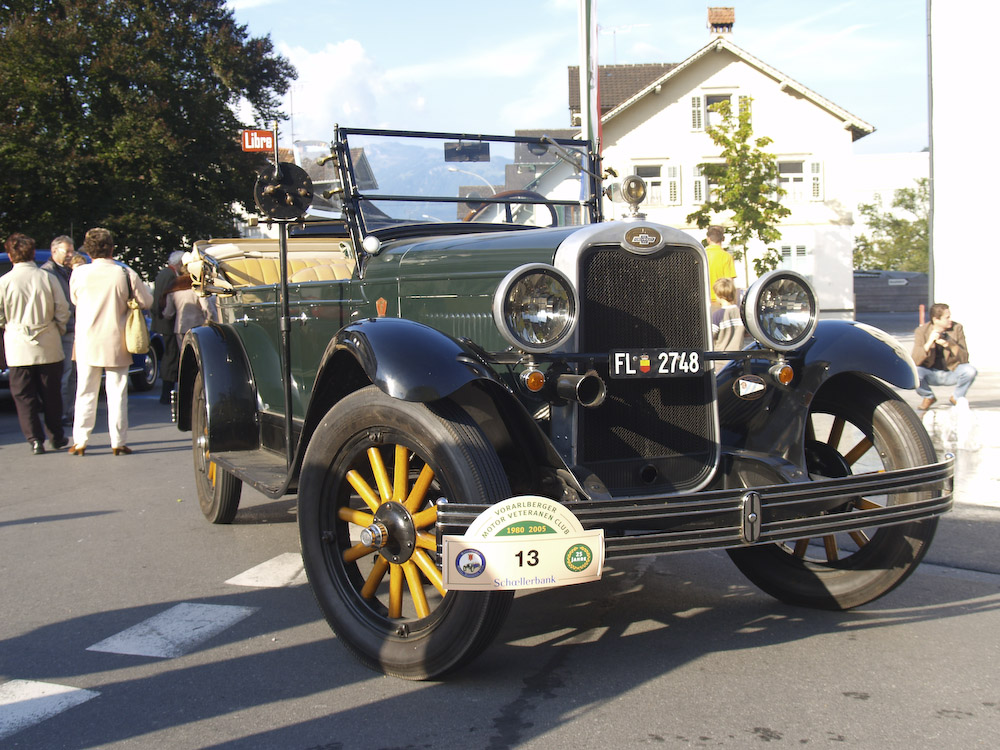
Chevrolet National (1928)
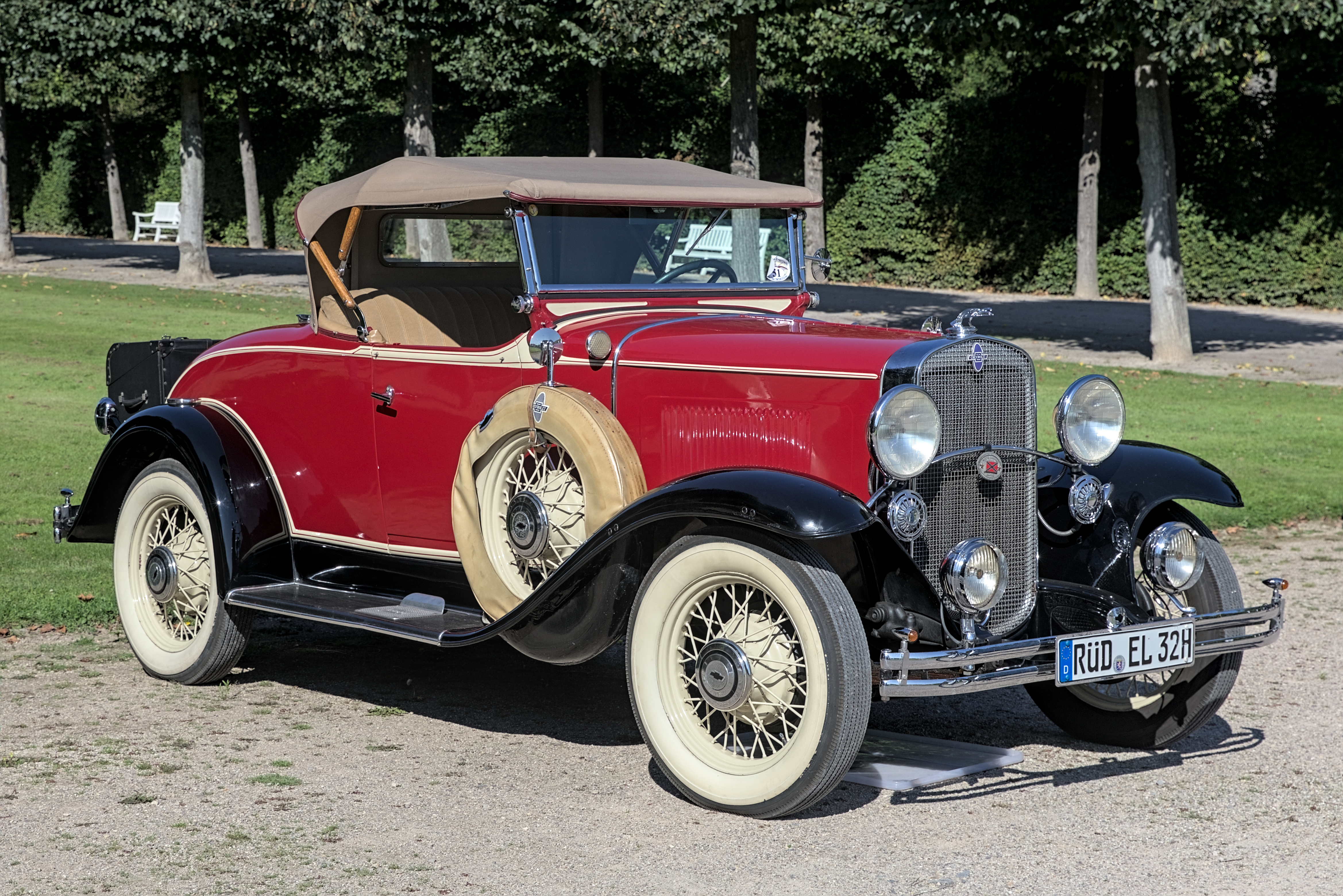
Chevrolet Independence Sport (1931)
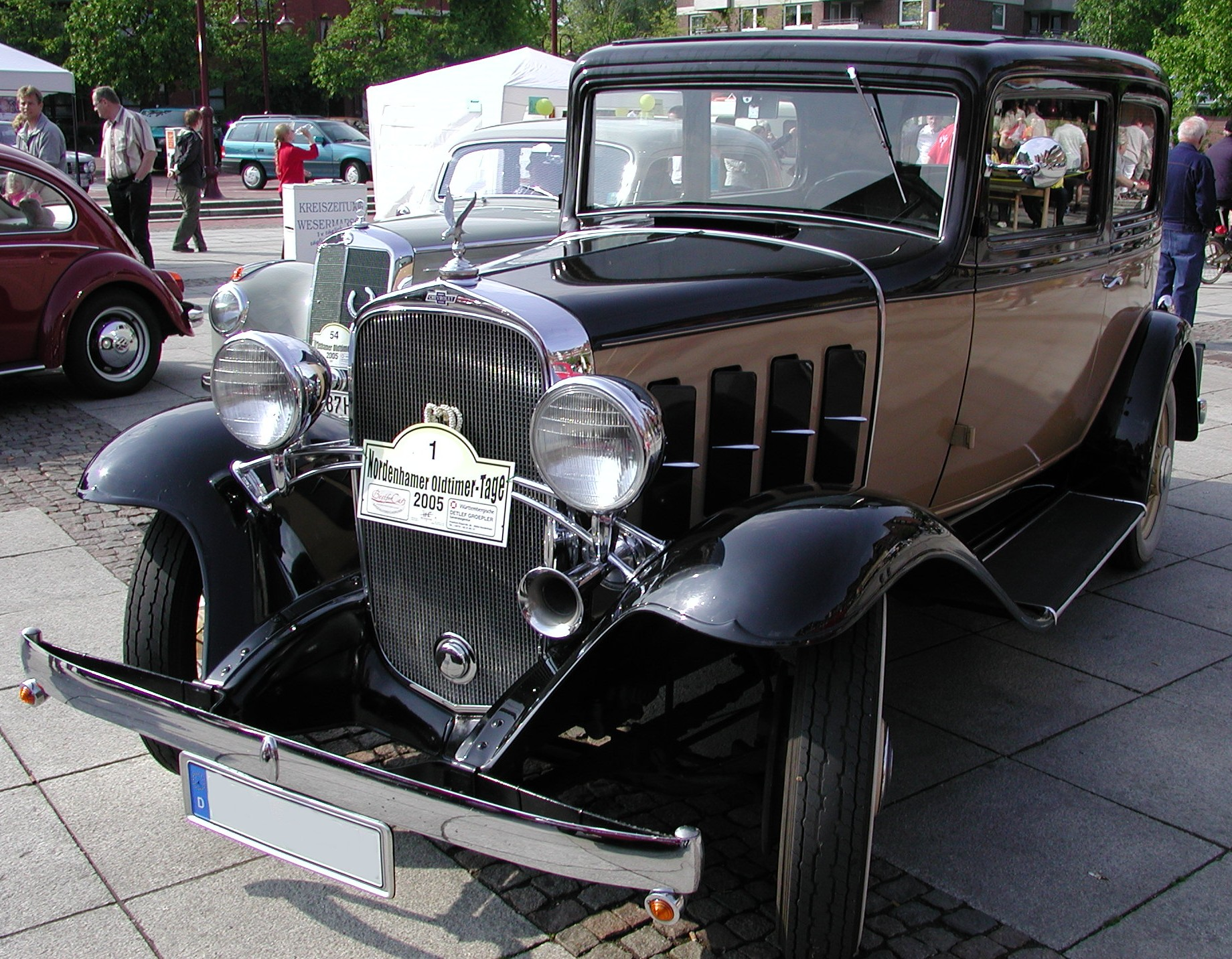
Chevrolet Confederate (1932)
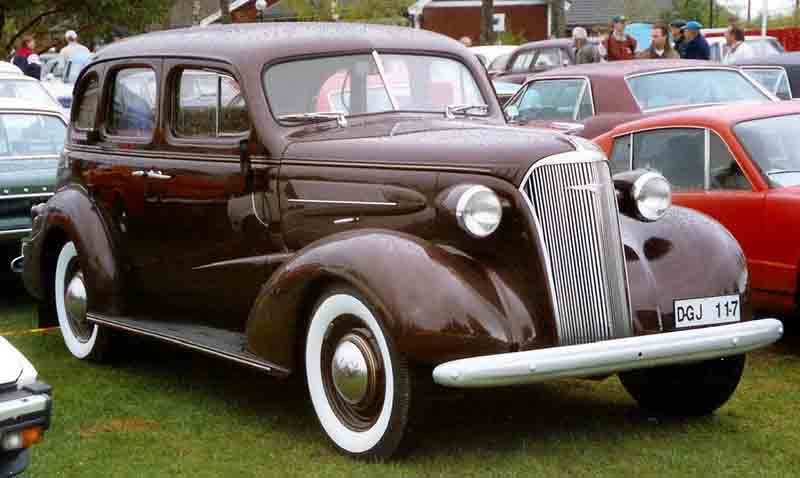
Chevrolet Master De Luxe (1937)
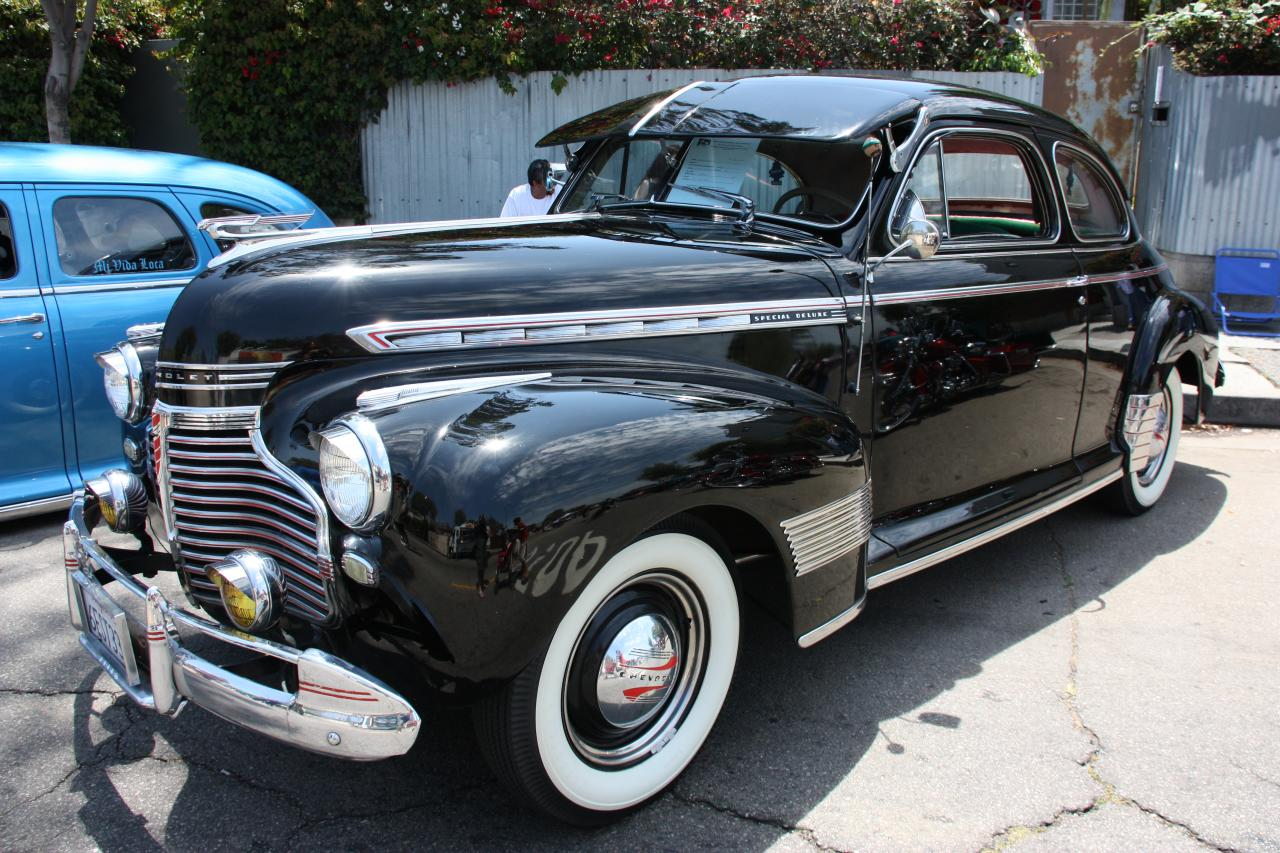
Chevrolet (1941)
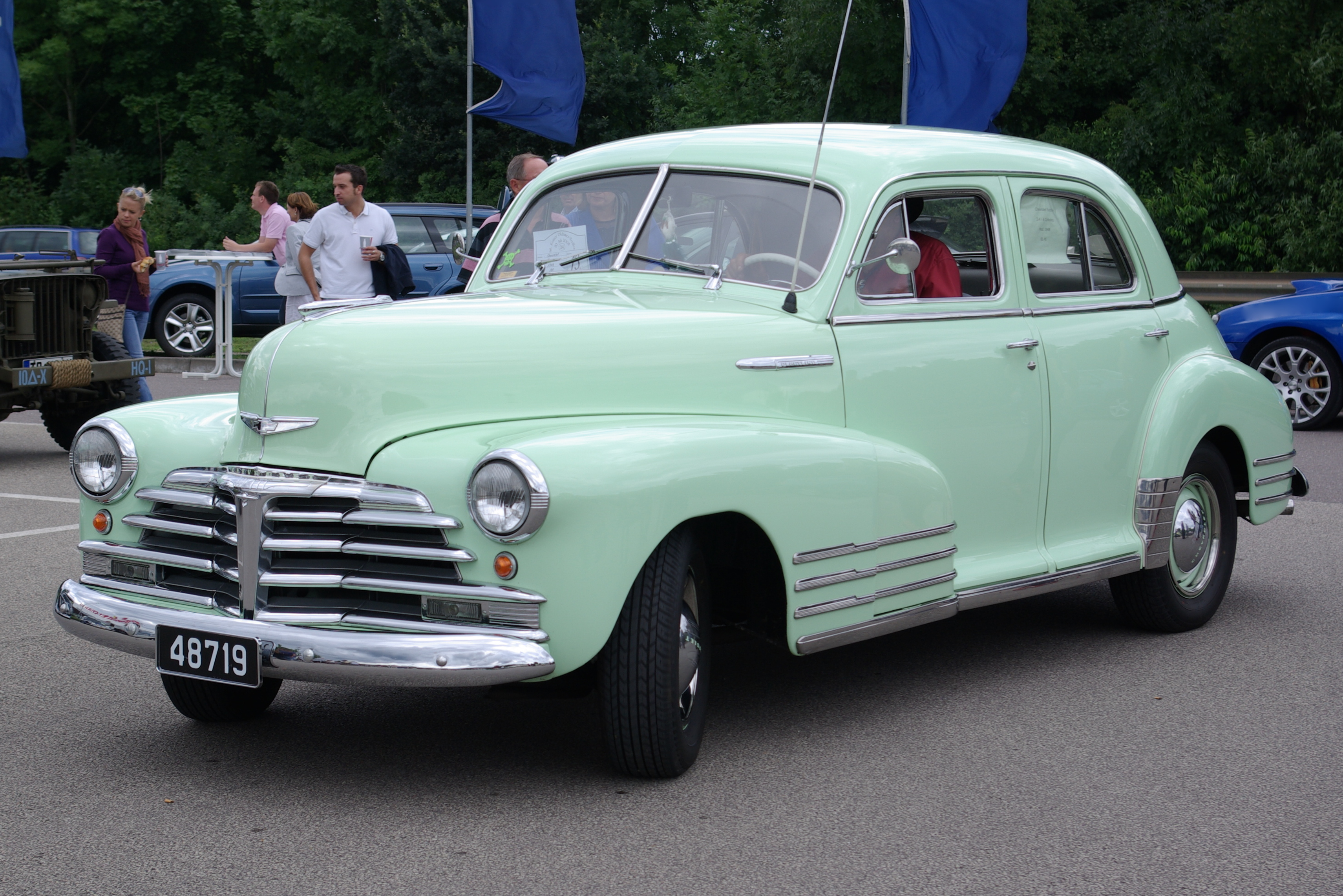
Chevrolet Fleetline (1948)
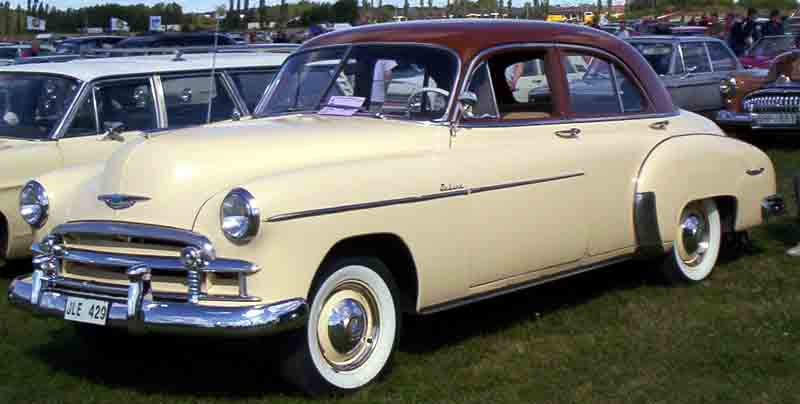
Chevrolet De Luxe (1950)
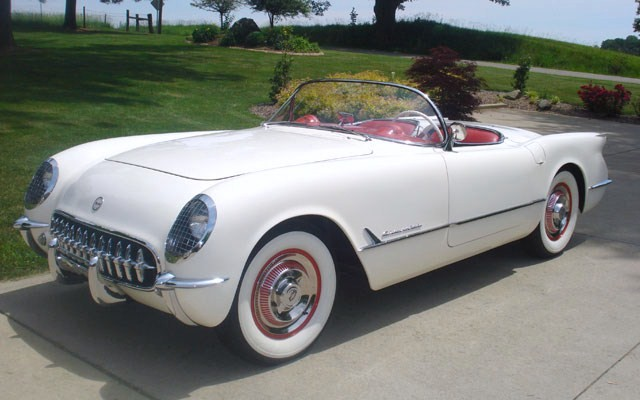
Chevrolet Corvette C1 (1953)
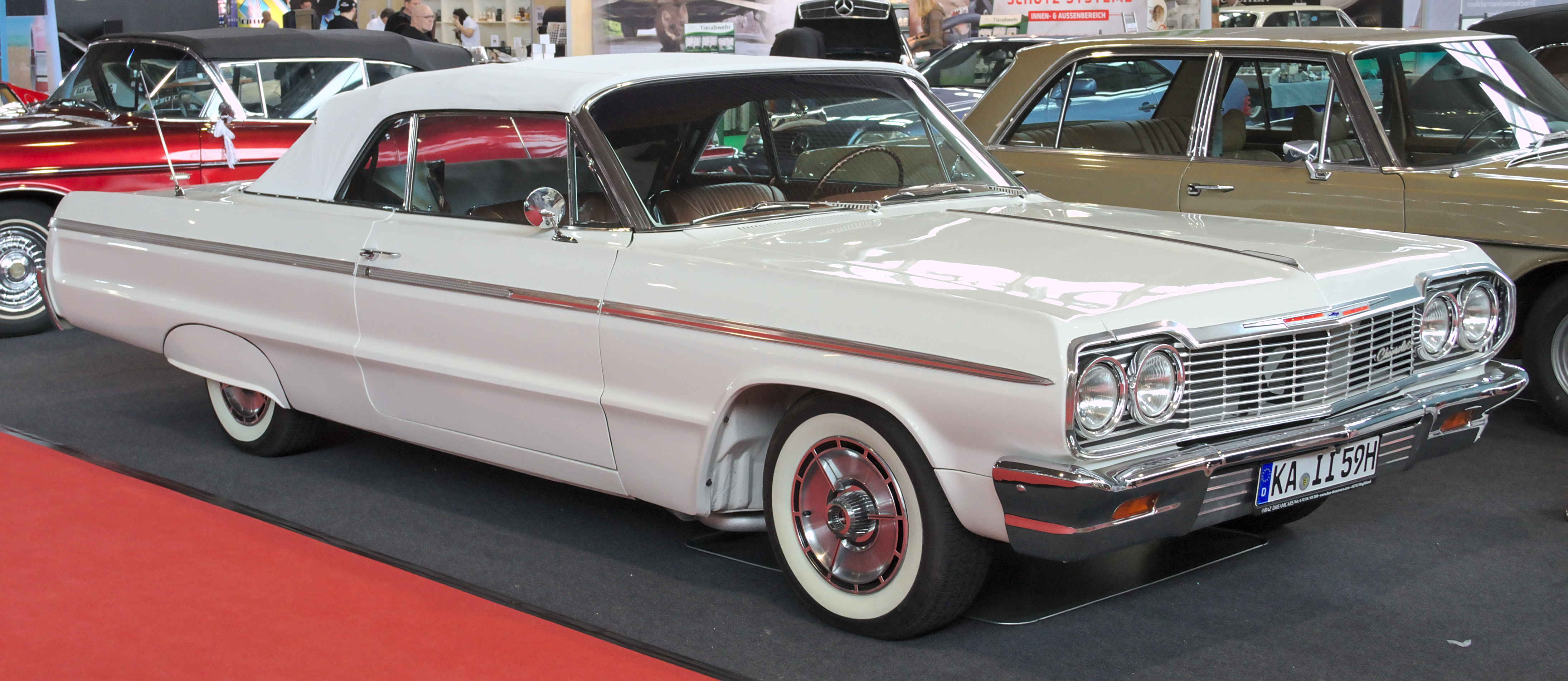
Chevrolet Impala Convertible (1964)
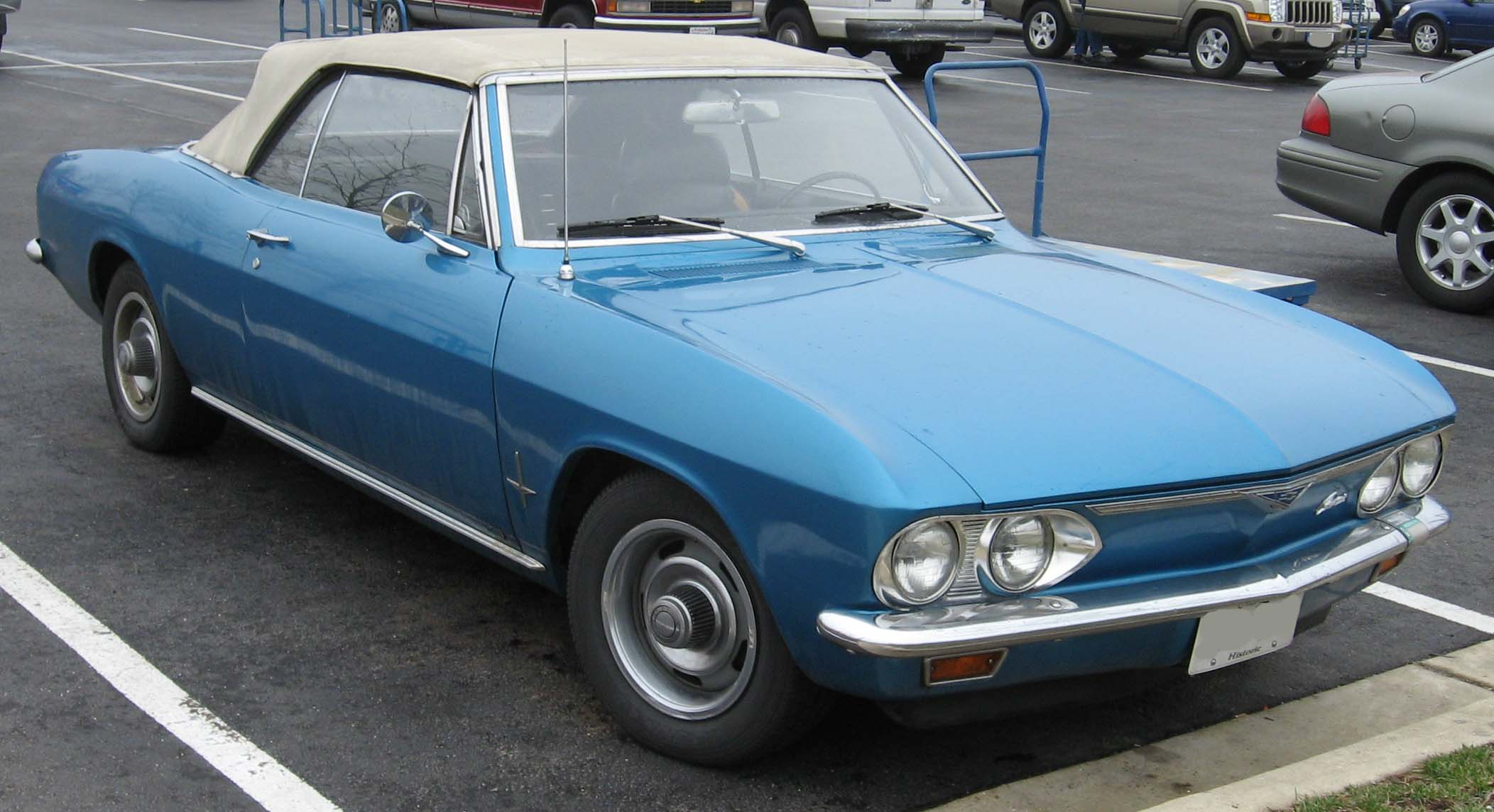
Chevrolet Corvair Convertible (1965)
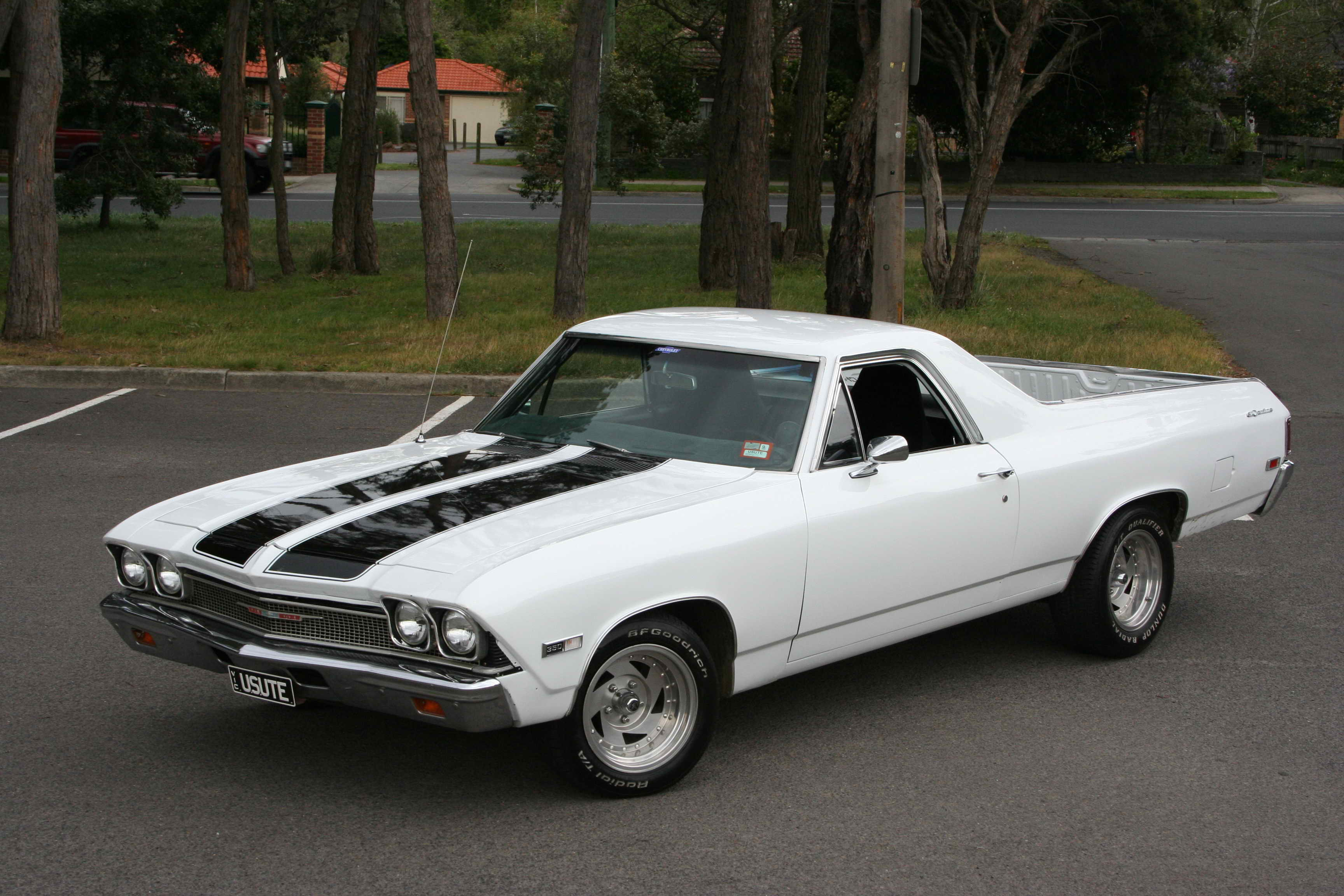
Chevrolet El Camino (1968)
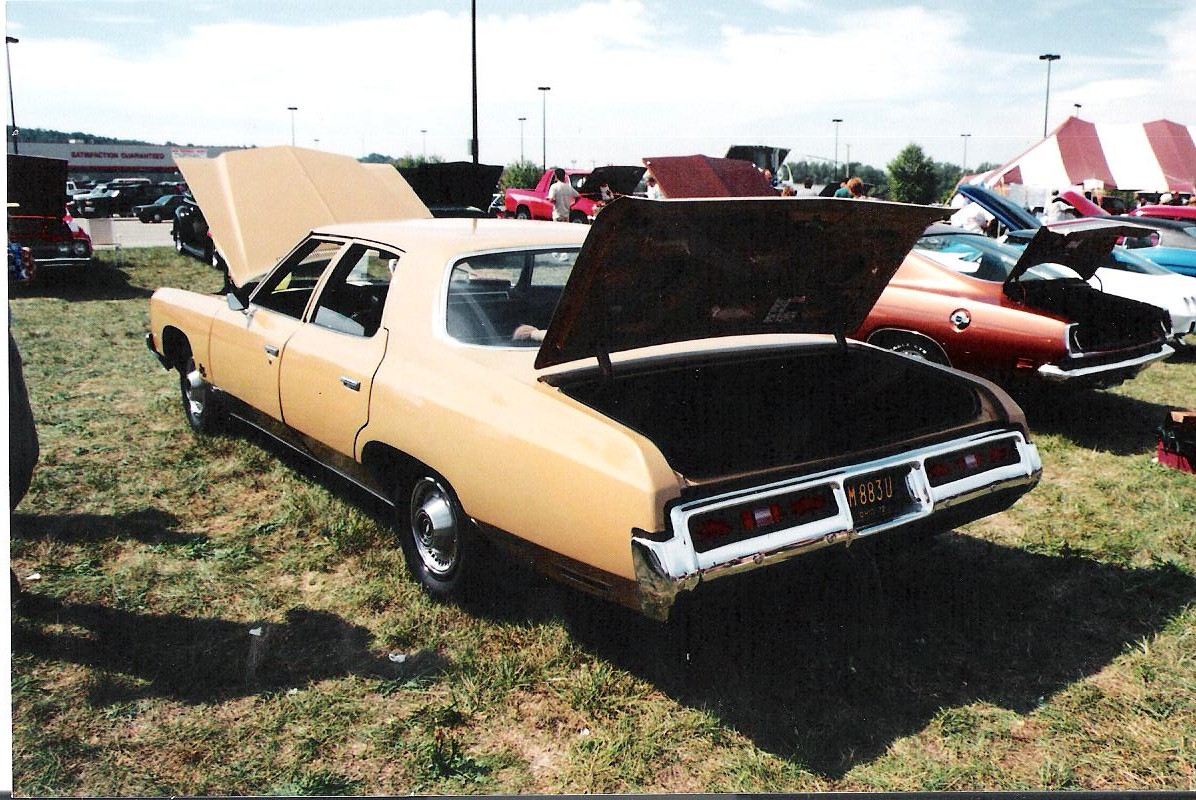
Chevrolet Bel Air (1972)
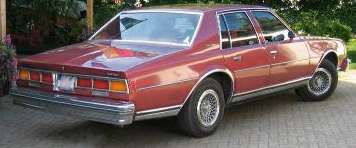
Chevrolet Caprice (1979)
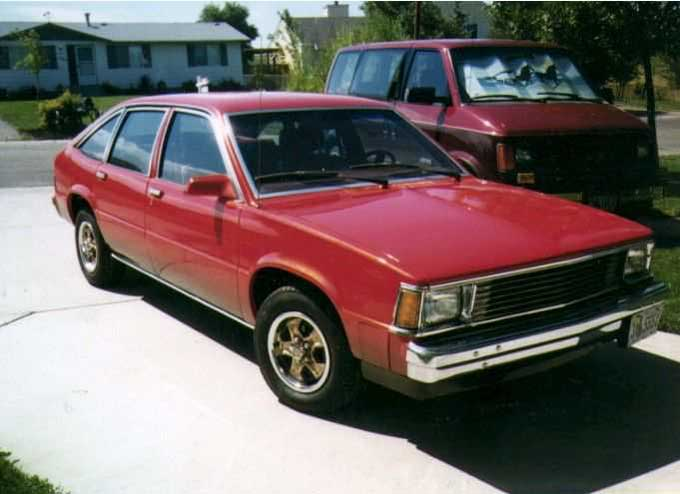
Chevrolet Citation (1981)
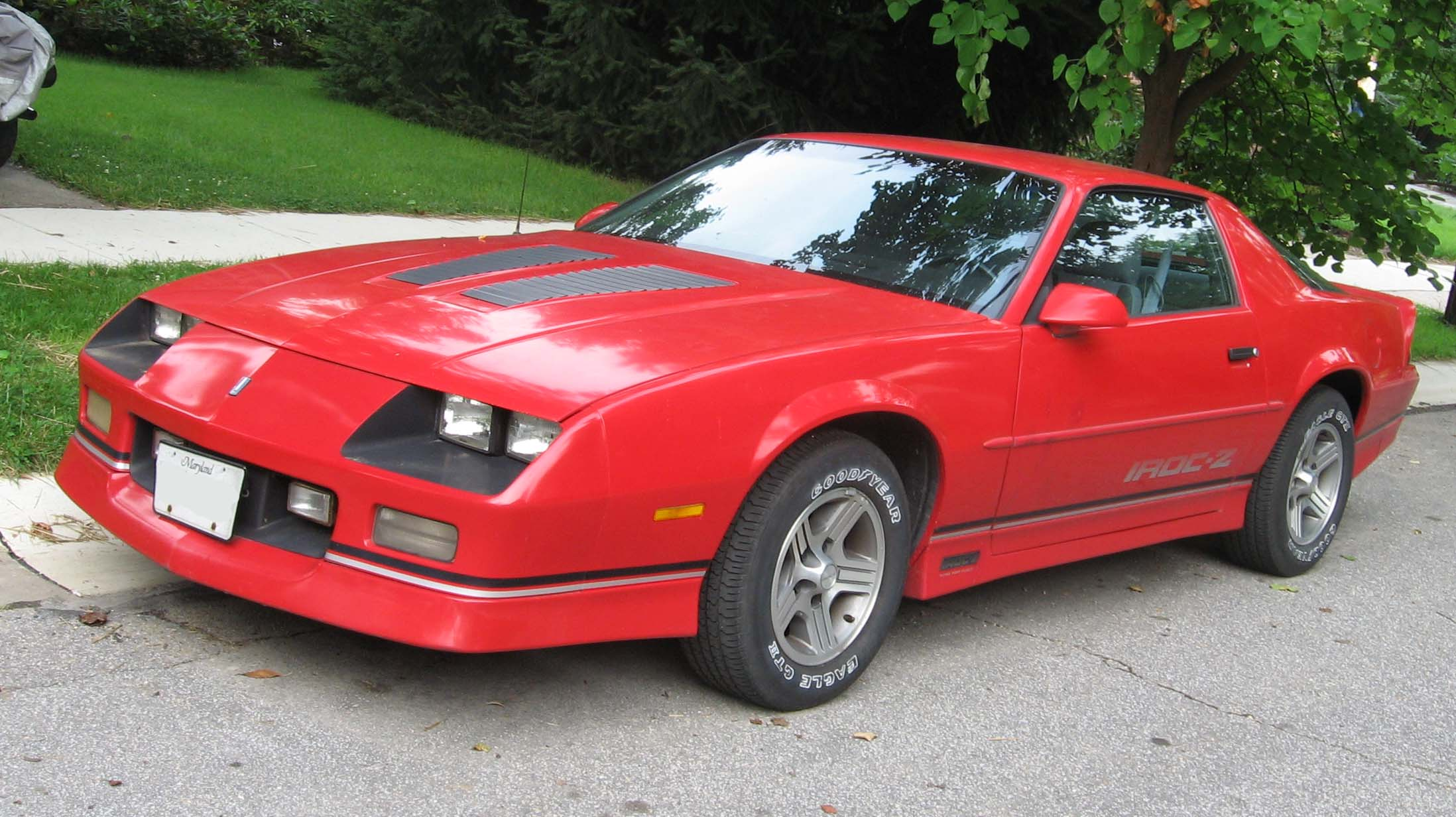
Chevrolet Camaro (1986)
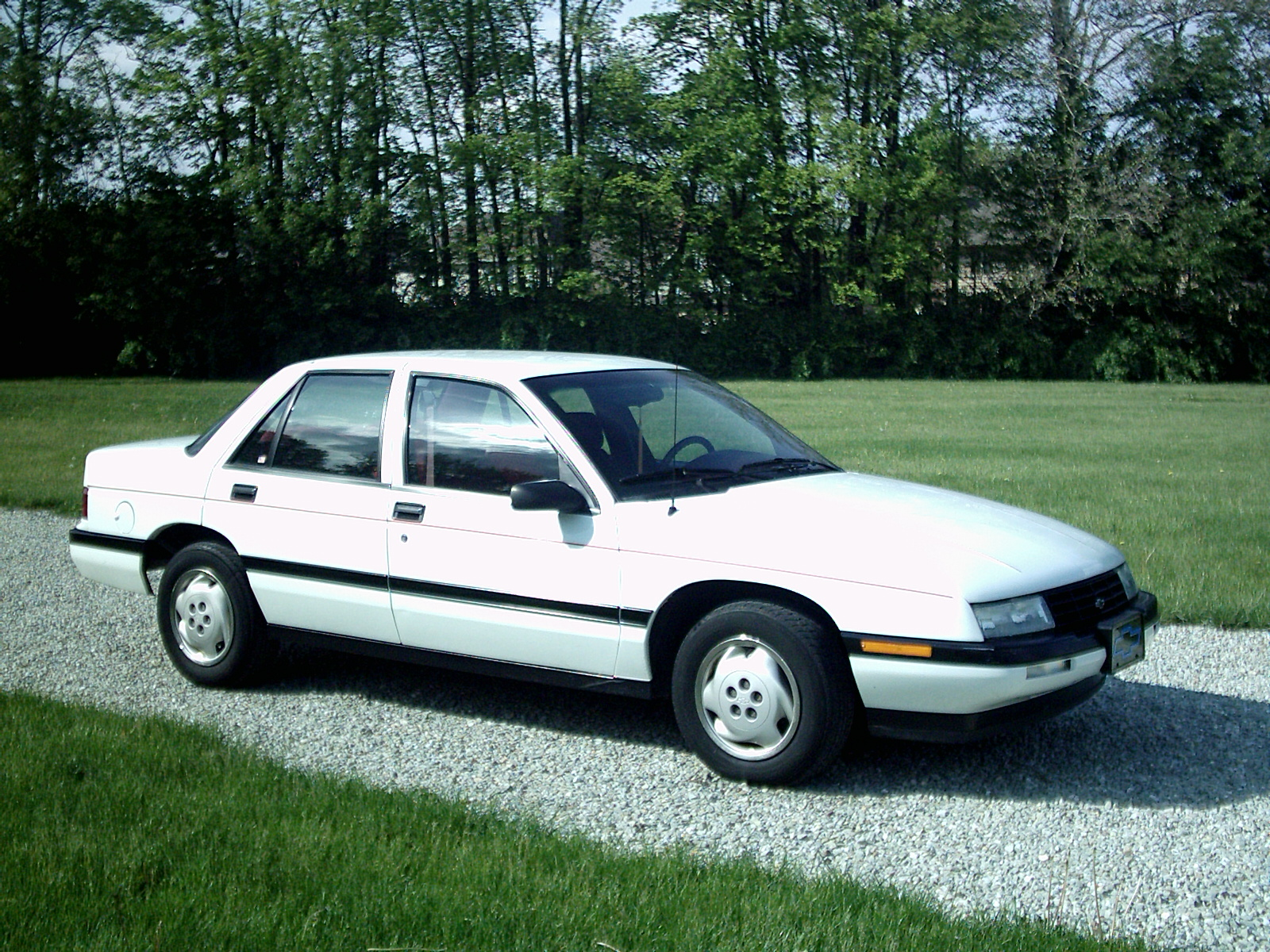
Chevrolet Corsica (1994)
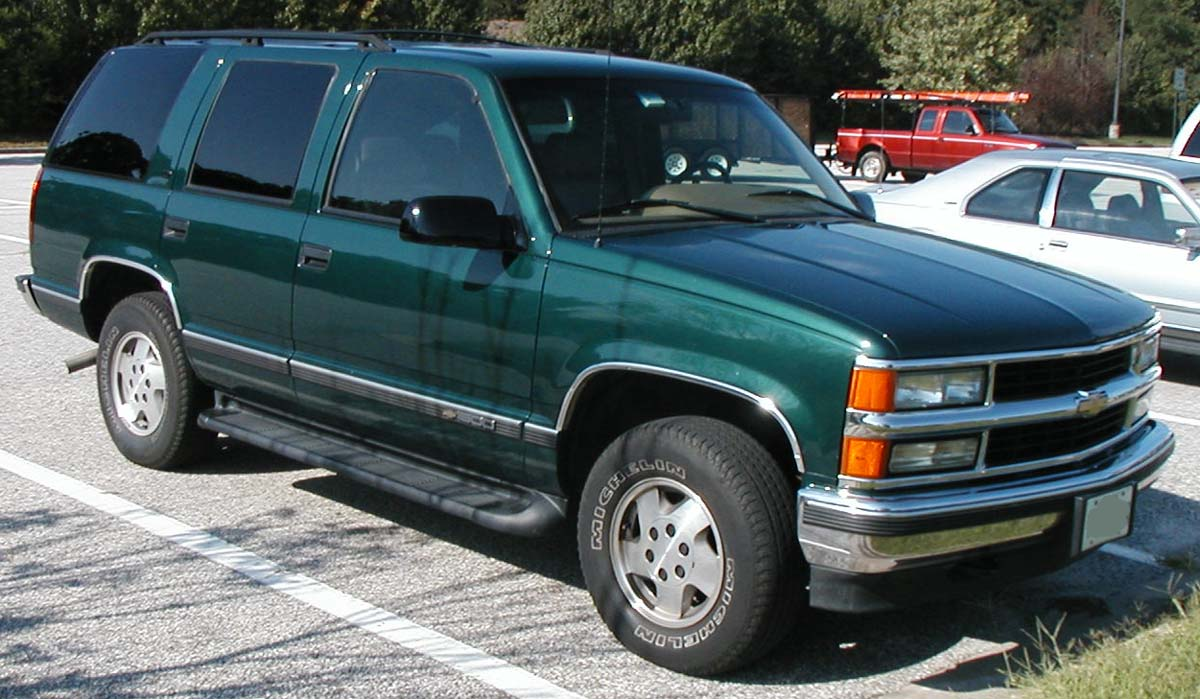
Chevrolet Tahoe (1999)
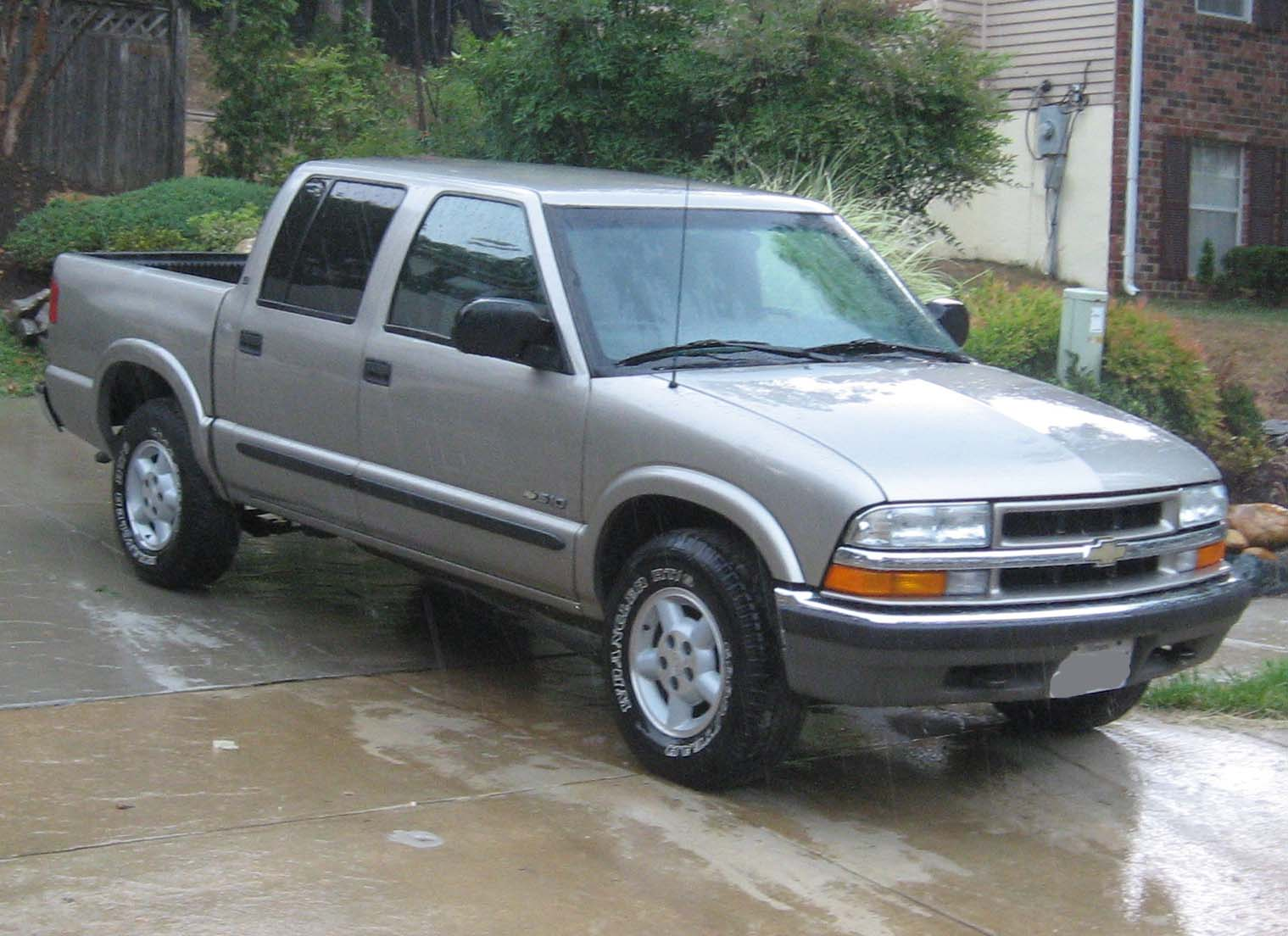
Chevrolet S10 (2002)
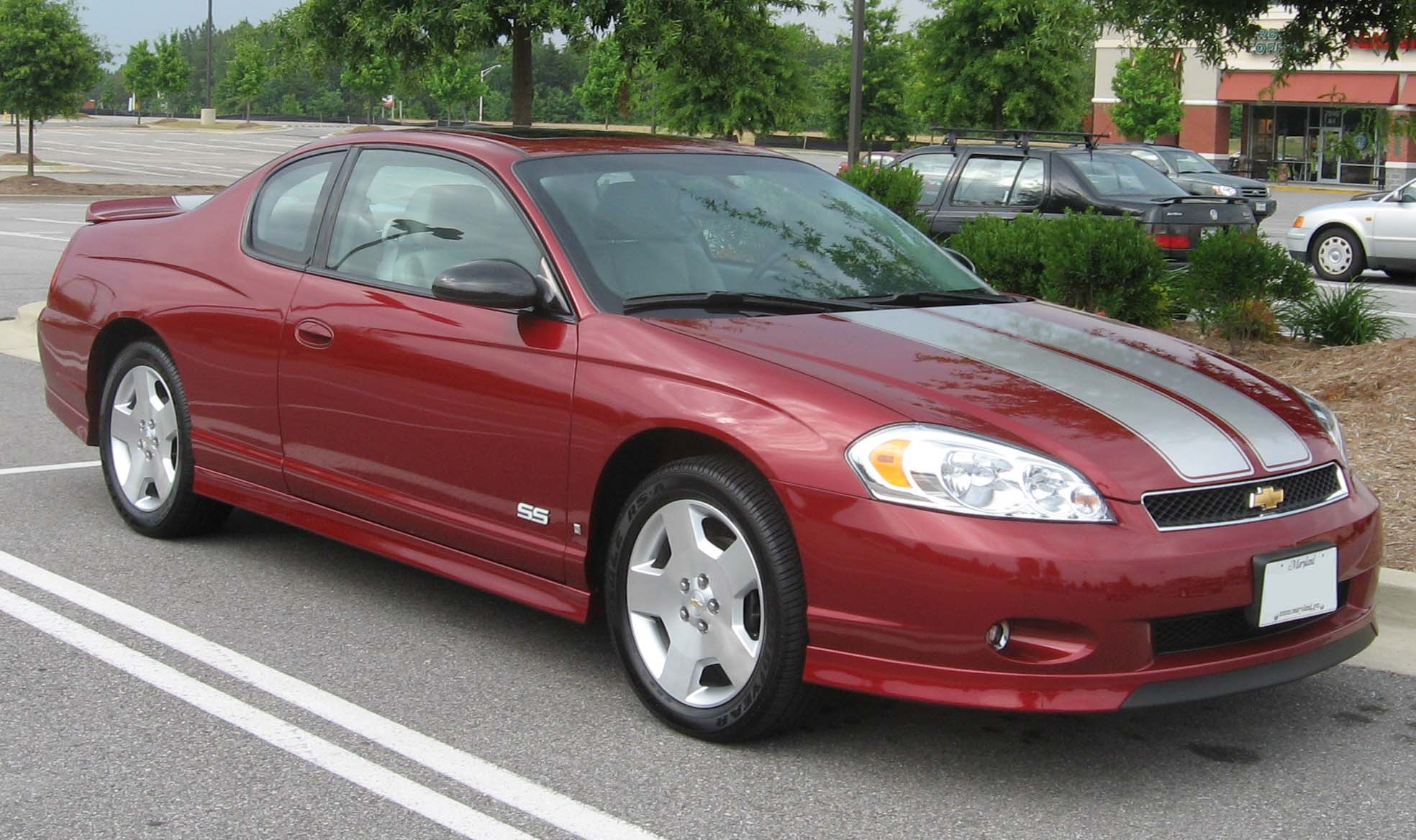
Chevrolet Monte Carlo (2007)
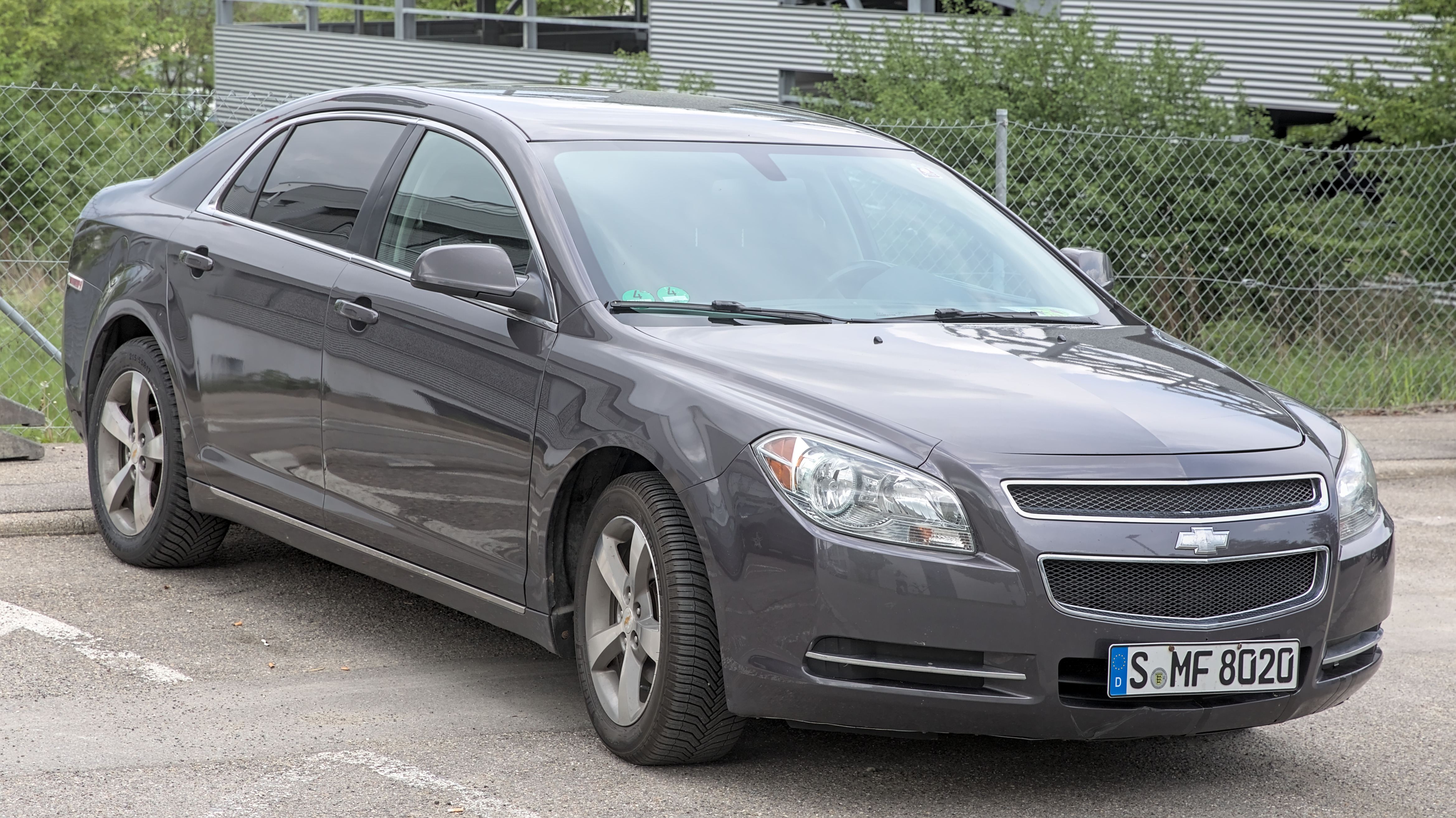
Chevrolet Malibu (2008)
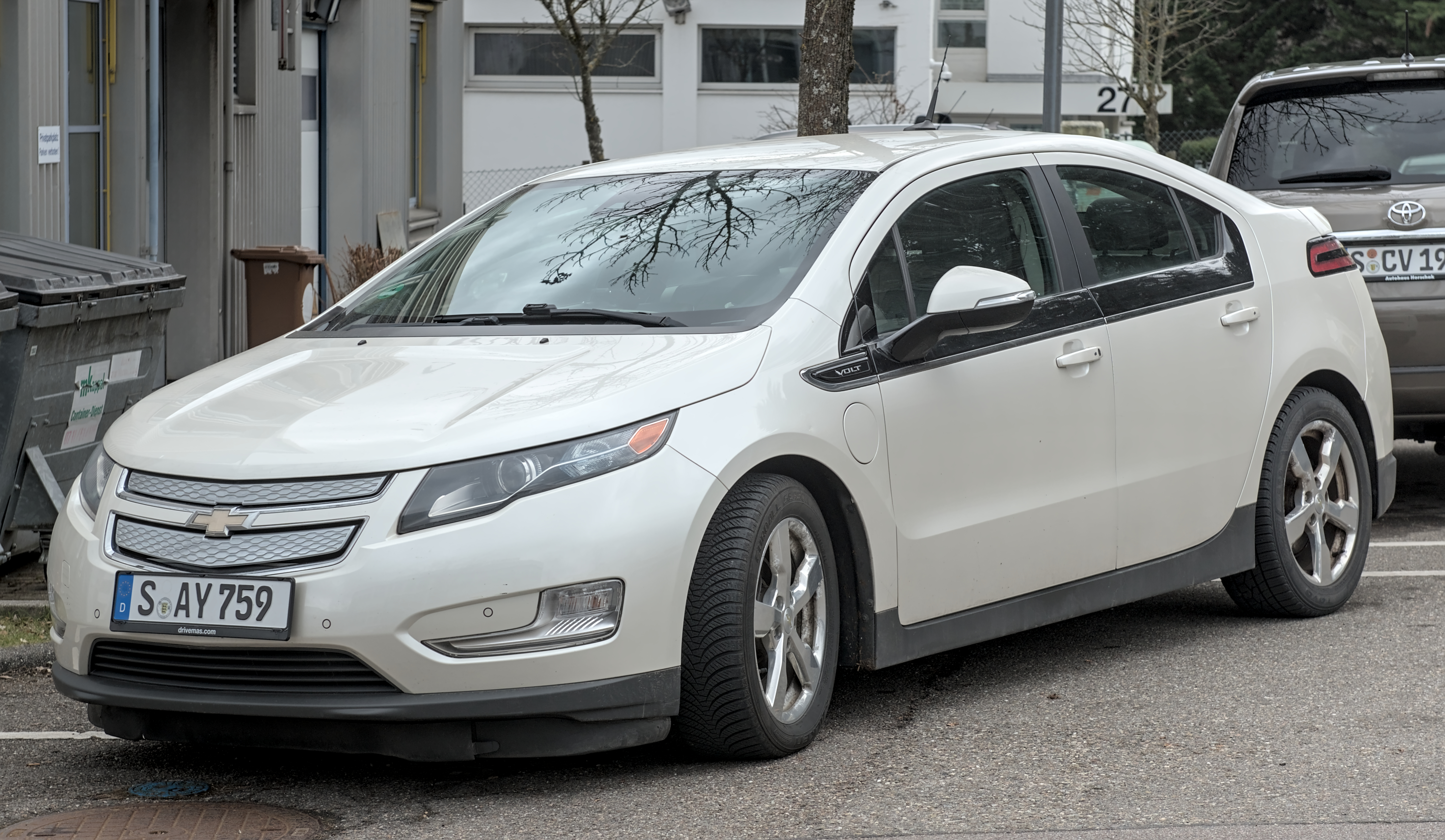
Chevrolet Volt (2010)
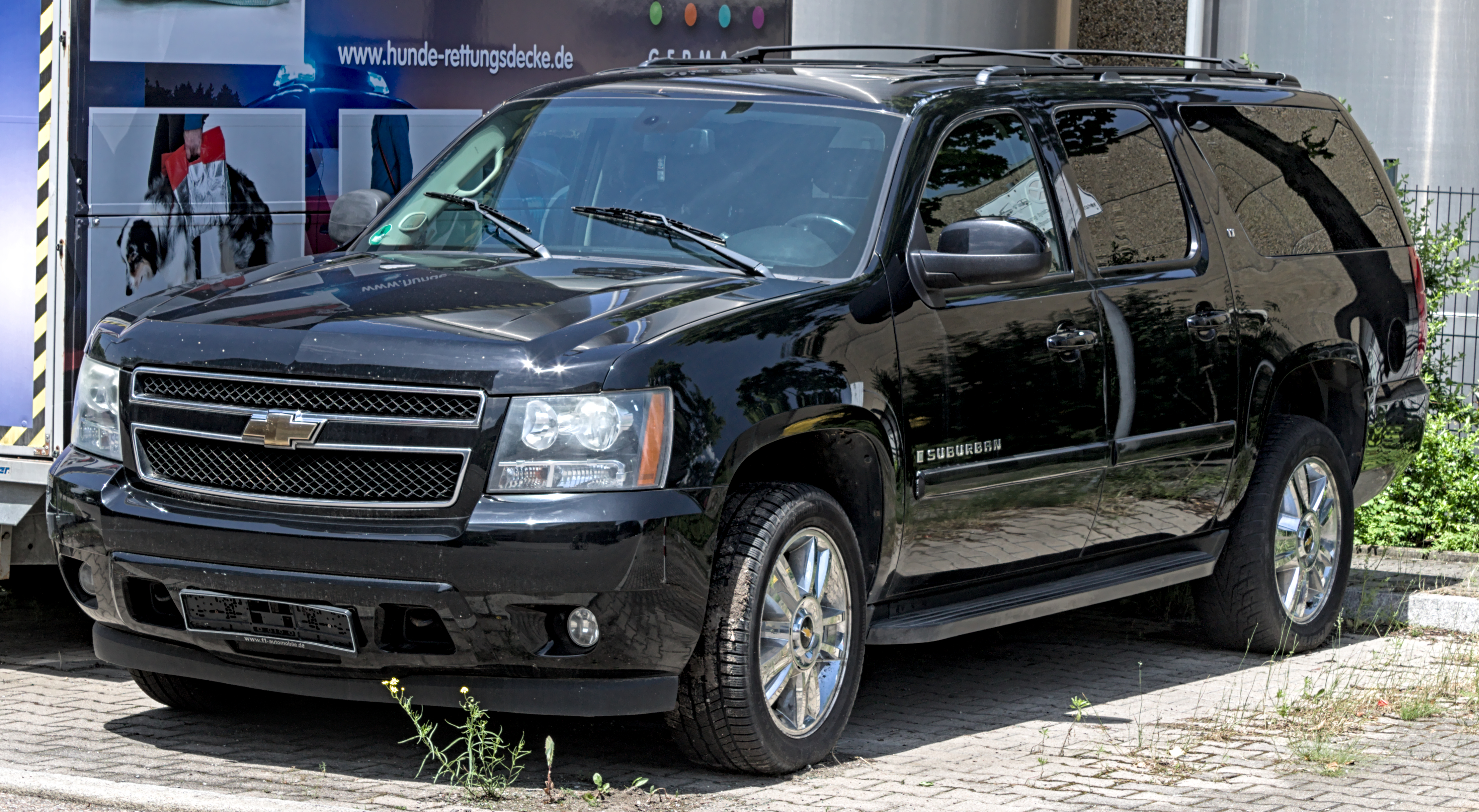
Chevrolet Suburban (2010)
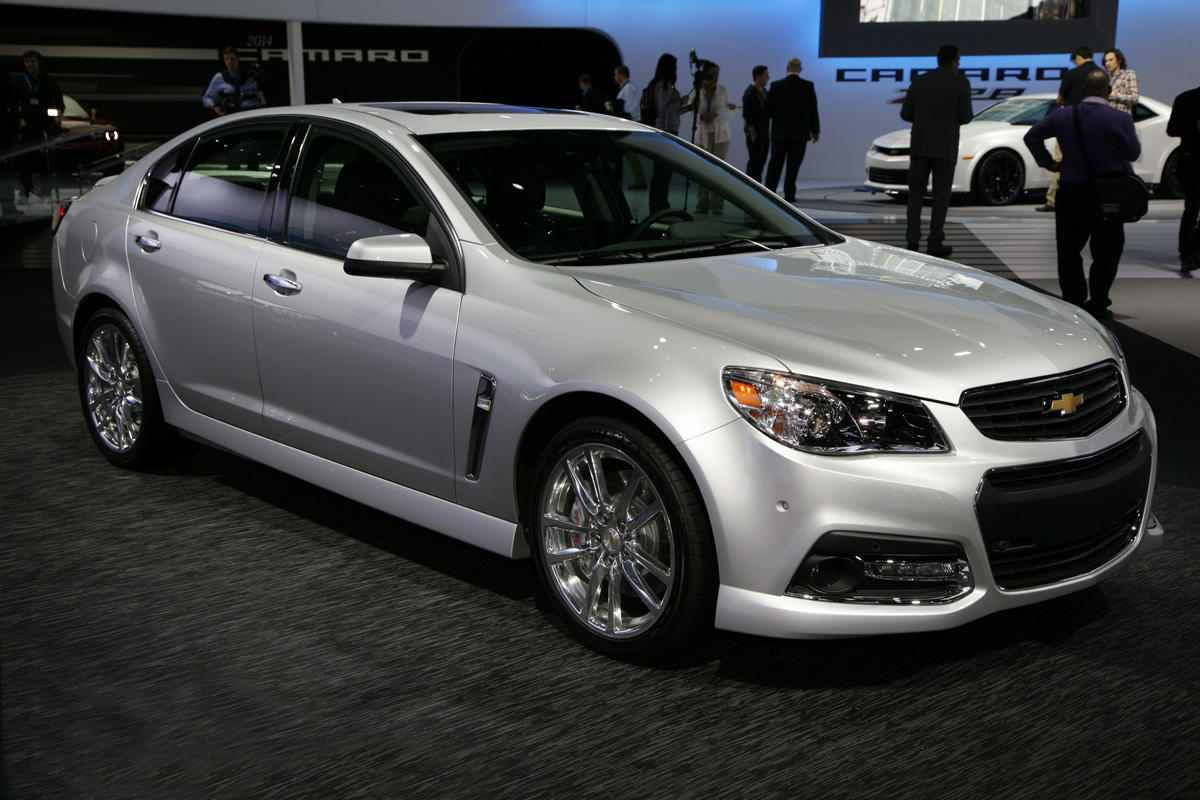
Chevrolet SS (2013)
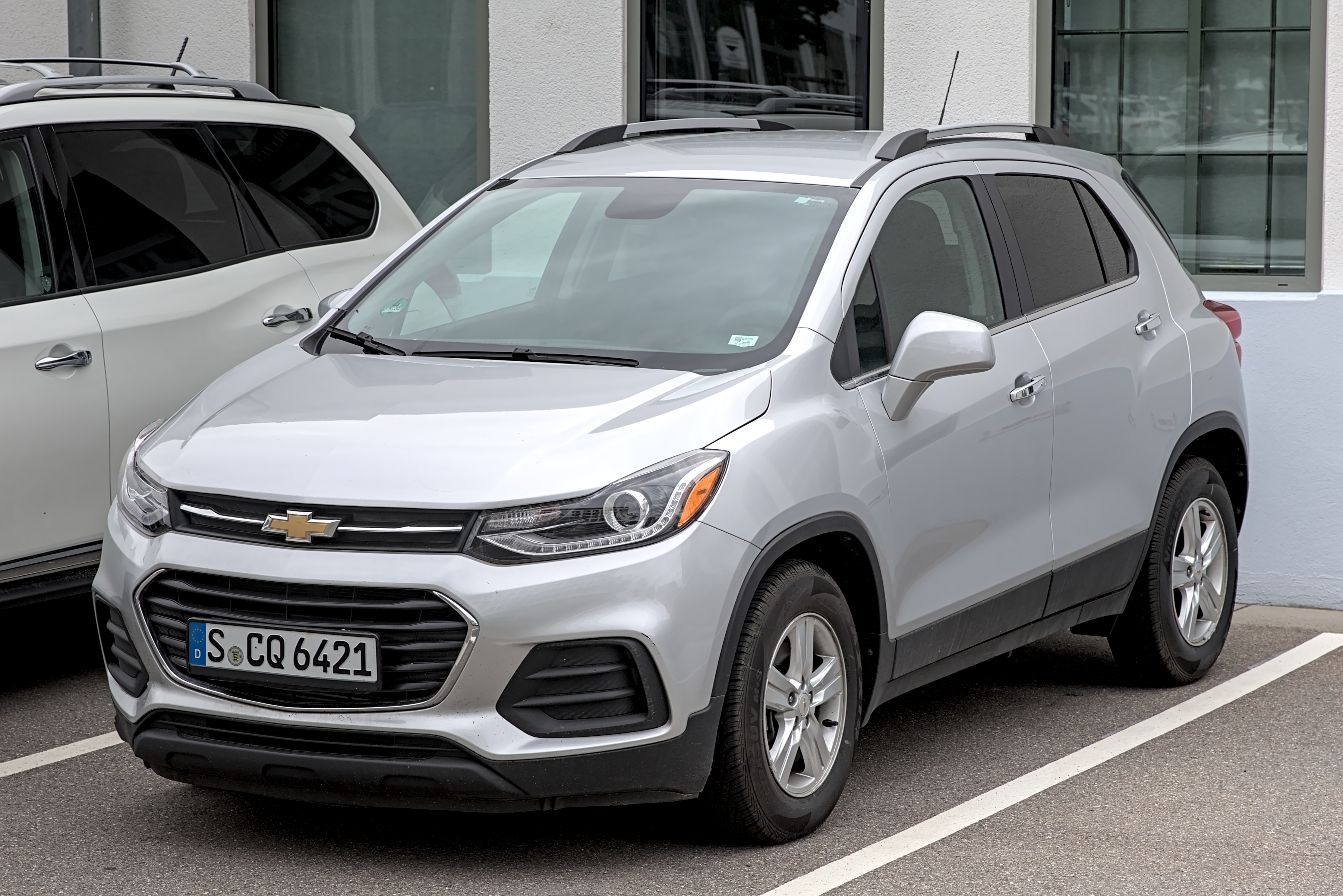
Chevrolet Trax (2016)
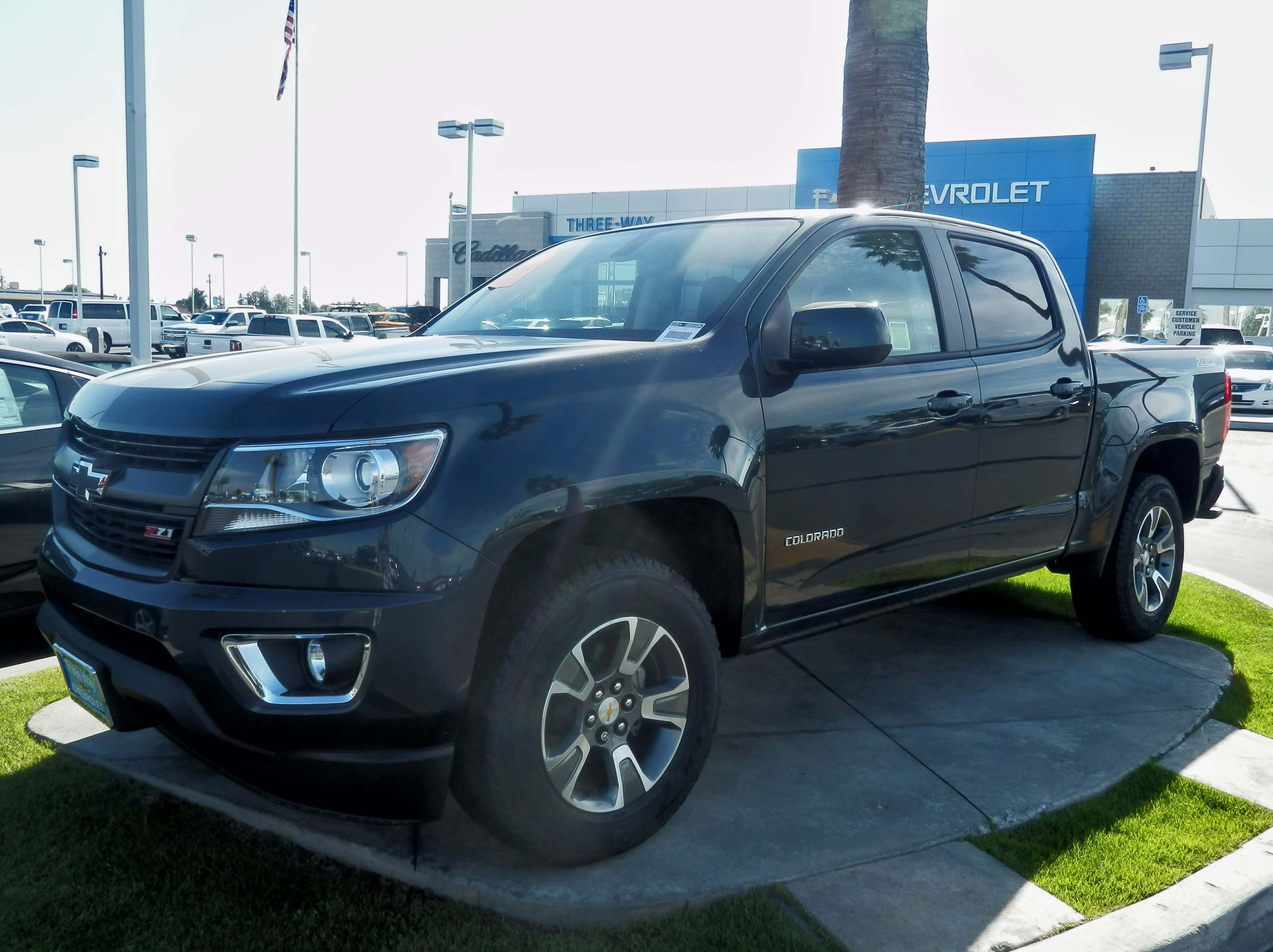
Chevrolet Colorado (2018)
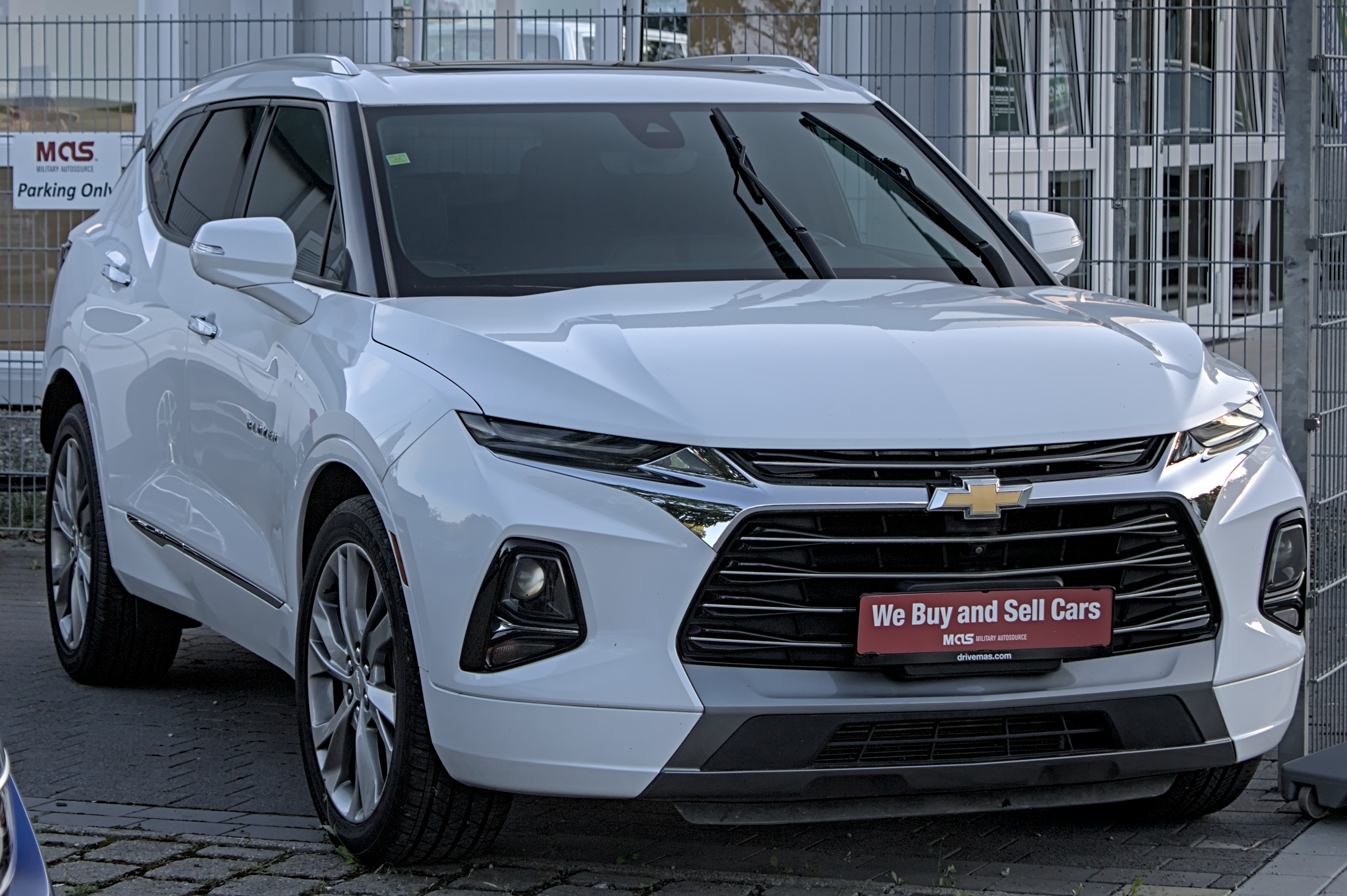
Chevrolet Blazer (2018)
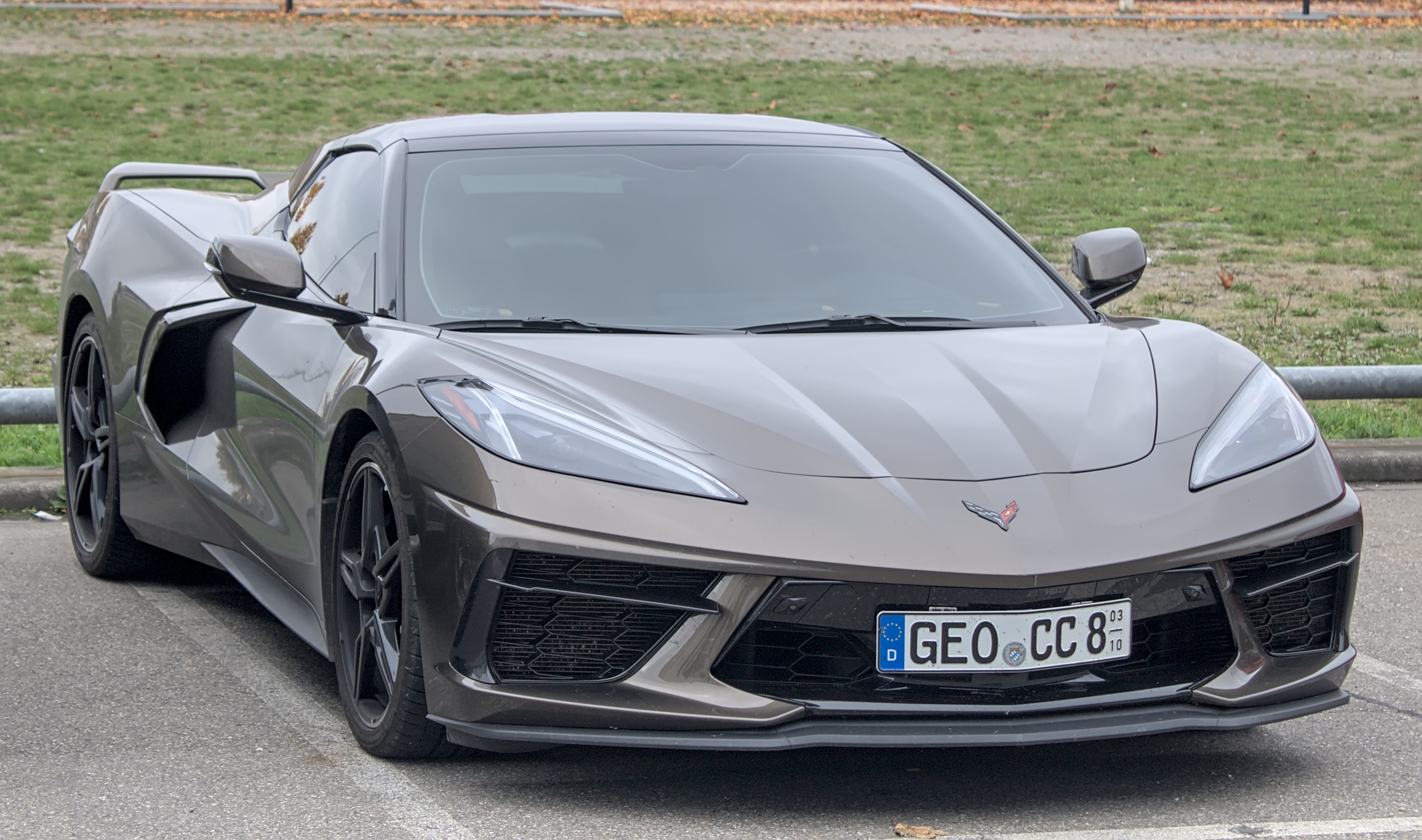
Chevrolet Corvette C8 (2020)
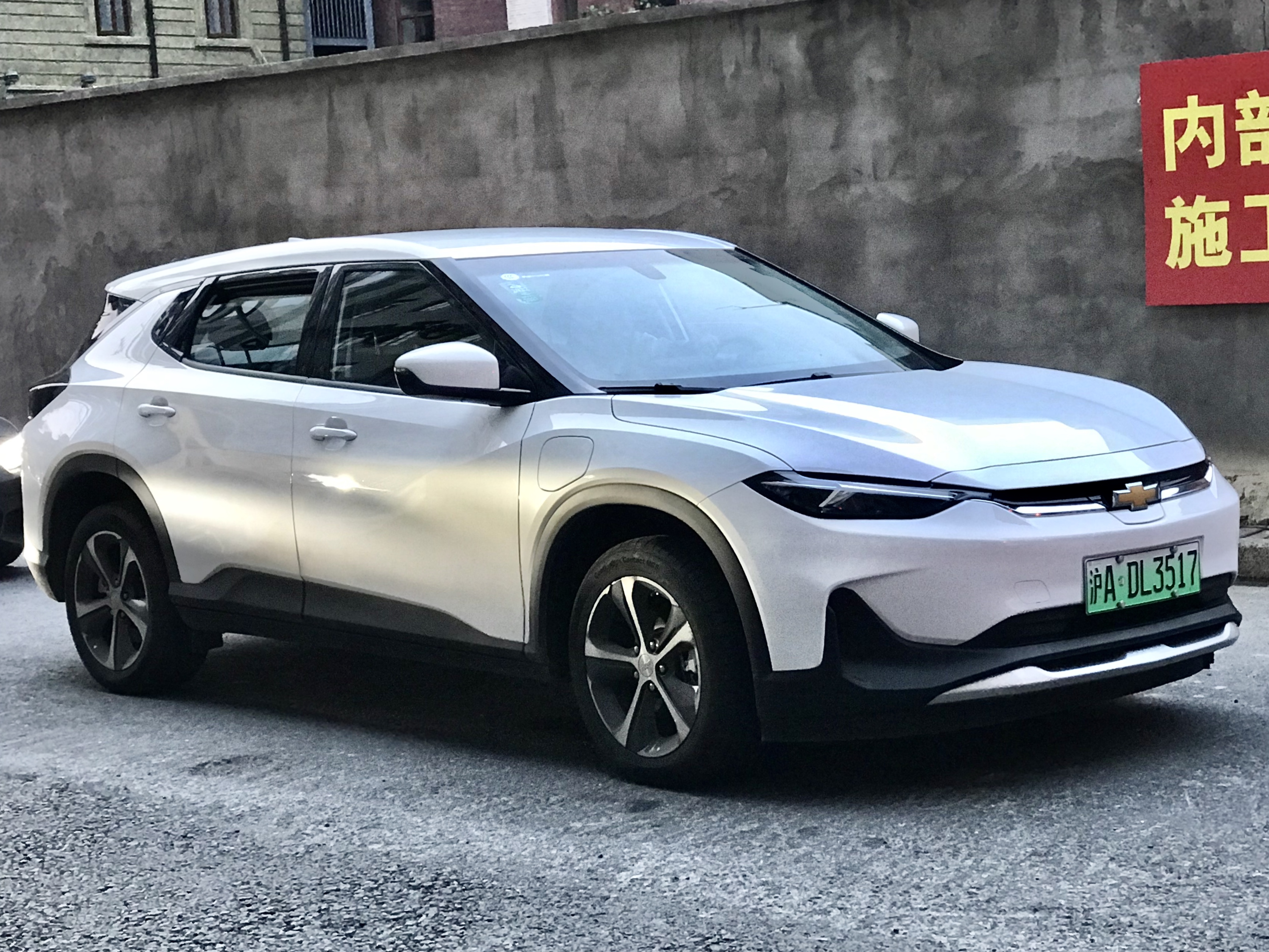
Chevrolet Menlo EV (2020)
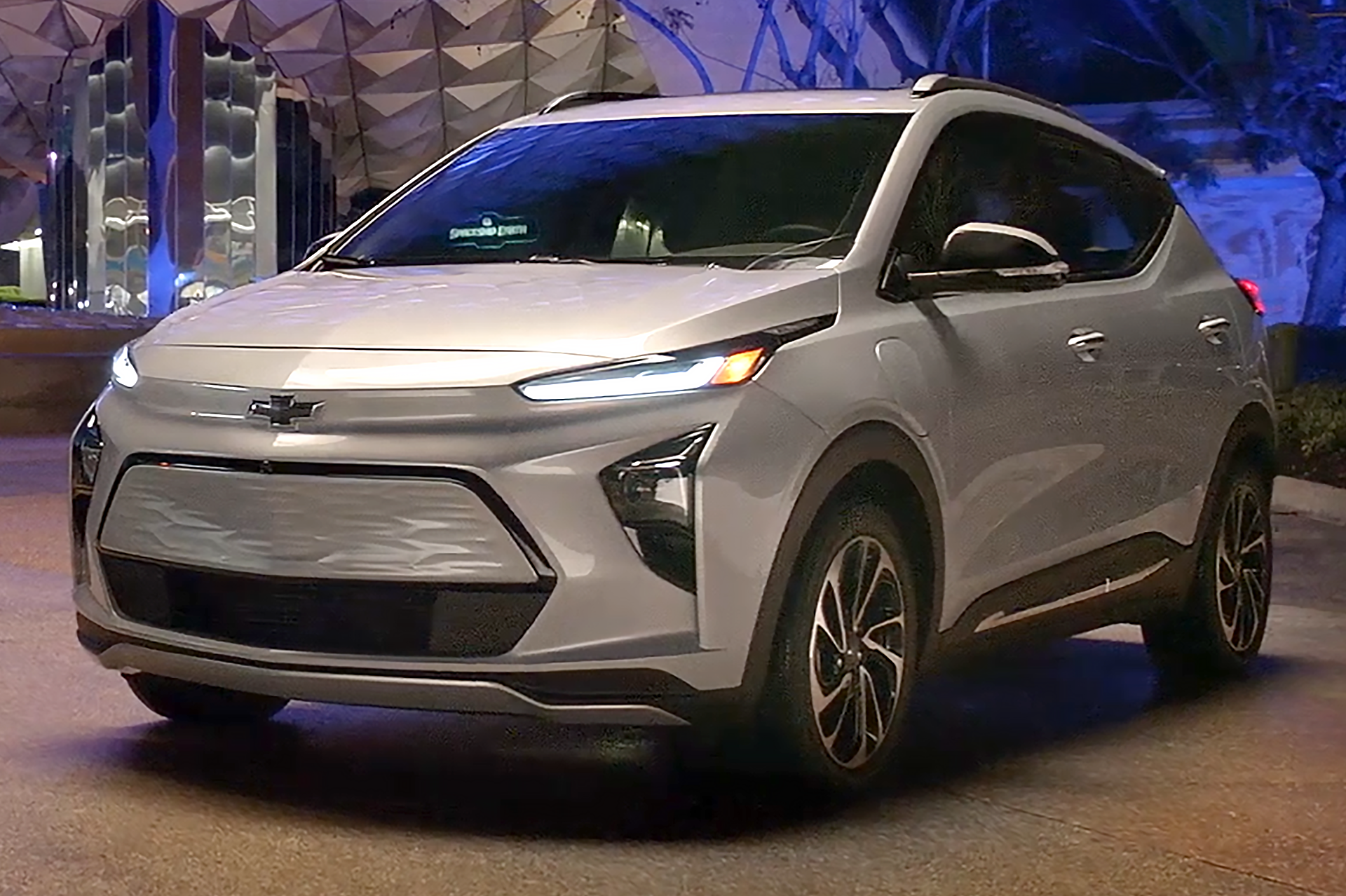
Chevrolet Bolt EUV (2022)
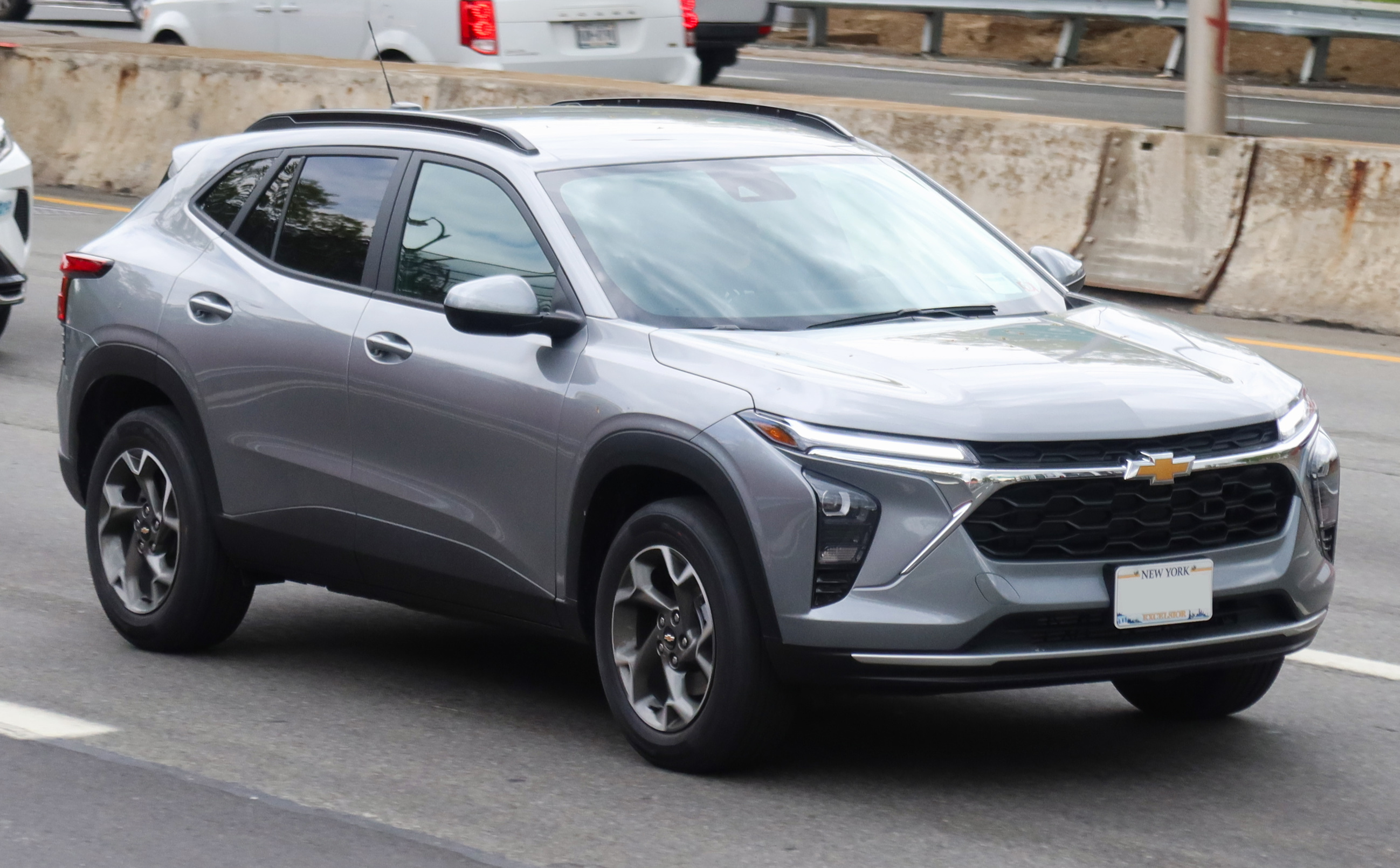
Chevrolet Trax (2023)
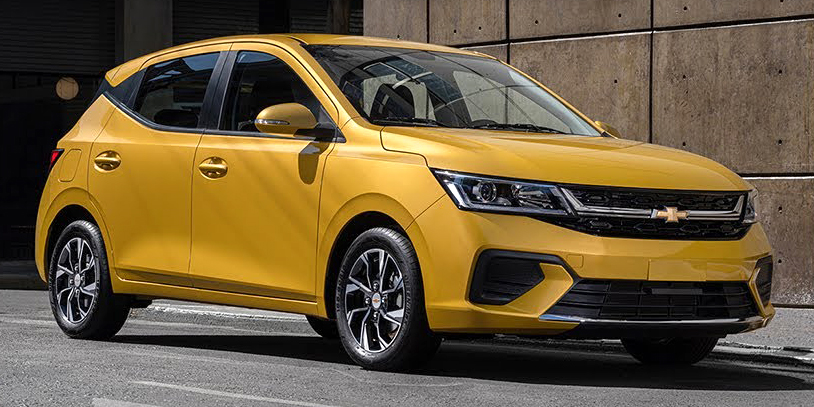
Chevrolet Aveo (2023)